# Handball aux Jeux olympiques
Le handball est un sport olympique introduit une première fois à l'occasion des Jeux de Berlin en 1936 chez les hommes uniquement dans le format à 11 joueurs et en plein air. Sous son format actuel (à 7 joueurs et en salle), il n'est réintroduit qu'en 1972 aux Jeux de Munich pour les hommes et entre au programme lors des Jeux de Montréal en 1976 pour les femmes.
La dernière édition, disputée à Paris en 2024 a été remportée chez les fémmes par la Norvège et chez les hommes par le Danemark. La prochaine édition se déroulera à Los Angeles en 2028
Si les nations européennes ont toujours dominé la compétition, un basculement des nations dominantes de l'Est vers l'Ouest s'est produit à la suite de la chute du bloc communiste au début des années 1990, illustrée par la victoire de l'équipe unifiée à Barcelone en 1992. Seule la Corée du Sud est parvenue à contrecarrer la domination européenne, l'équipe féminine ayant été championne olympique à deux reprises (Séoul en 1988 et Barcelone en 1992) et ayant remporté 3 médailles d'argent tandis que les hommes ont atteint la finale à domicile en 1988.
La Russie, héritière de l'URSS et de l'équipe unifiée, est la nation à avoir remporté le plus de titres olympiques (7) et le plus de médailles (13) (voir infra). En revanche, seule l'équipe féminine du Danemark est parvenue à remporter 3 médailles d'or consécutives entre 1996 et 2004. A contrario, l'équipe de Suède masculine est la seule équipe à avoir perdu trois finales de suite, entre 1992 et 2000, le titre olympique échappant ainsi à l'une des plus grandes équipes de tous les temps. Cette même année, le gardien Andreï Lavrov devient le premier handballeur à être sacré trois fois champion olympique avant d'être rejoint en 2021 par les Français Luc Abalo, Michaël Guigou et Nikola Karabatic puis en 2024 par la Norvégienne Katrine Lunde.

## Description et historique
Le handball, créé en Europe à la fin du XIXe siècle, a fait une première apparition à l'occasion des Jeux olympiques de Berlin en 1936, il s'agissait alors d'une ancienne discipline olympique aujourd'hui disparue dans un format à 11 joueurs sur gazon et en plein air. Sport de démonstration à Helsinki en 1952 (en) toujours dans son format à onze, c'est à Munich en 1972 qu'il effectue son retour sous son format actuel, c'est-à-dire en salle et à sept joueurs. Si seul un tournoi masculin est disputé pour cette première édition à sept, une compétition féminine voit également le jour quatre ans plus tard à Montréal, à la différence près que le nombre de participants n'est pas le même : si 12 équipes se disputent le titre olympique chez les hommes, le tournoi féminin ne comporte que 6 équipes en 1976, avant de passer à 8 équipes en 1988 puis à 10 équipes en 2000 et enfin 12 participantes à Pékin en 2008, devenant ainsi enfin l'égal du tournoi masculin.
« De 1936 à l'an 2000 », Hand mag, Fédération française de handball, no 48,‎ 15 septembre 2000, p. 5 à 8 (lire en ligne, consulté le 9 mai 2019)

### Berlin 1936: le premier titre pour l'Allemagne
|                                     | Hommes    |
| ----------------------------------- | --------- |
| Médaille d'or, Jeux olympiques      | Allemagne |
| Médaille d'argent, Jeux olympiques  | Autriche  |
| Médaille de bronze, Jeux olympiques | Suisse    |

C'est seulement onze ans après le premier match international officiel (Allemagne - Autriche, en 1925, victoire des Allemands 6-3) que le handball fait son entrée aux Jeux olympiques. L'Allemagne nazie, arrivé au pouvoir quelques mois auparavant, avait tout fait pour intégrer ce sport au programme olympique, certains de la victoire facile de l'équipe nationale dans ce sport alors très peu développé hors d'Europe. Disputé dans un format aujourd'hui disparu de 11 joueurs sur gazon et en plein air, le tournoi regroupait six équipes. Si le tournoi est effectivement remporté facilement par l'Allemagne lors du dernier match devant 100 000 spectateurs, la victoire est finalement presque passée inaperçue dans le flot des médailles allemandes de ces Jeux, qui ont servi avant tout de propagande au régime d'Hitler. Les États-Unis, arrivée bonne dernière du tournoi, restera quant à elle dans l'histoire des tournois olympiques de handball pour n'avoir réussi à marquer que six buts dans toute la compétition.

### Le handball, sport non-olympique de 1948 à 1968
Aux Jeux olympiques de Londres en 1948, le handball est le seul sport avec le polo à avoir été retiré par rapport à 1936.
Le 21 avril 1949, la commission exécutive du comité international olympique a reçu au palais de Mon Repos à Lausanne (Suisse) les délégués des fédérations internationales sportives à l'exception de trois dont la IHF. Il est alors évoqué de n'admettre aucun nouveau sport pour les  Jeux olympiques d'Helsinki en 1952. Finalement, un match de handball à onze (en) est organisé en guise de sport de démonstration avec comme objectif une future inclusion du handball dans le programme olympique.
La Fédération internationale de handball devient membre de la Fédération des fédérations sportives internationales, fondée en 1957, et le handball a été déclaré officiellement sport olympique par décision du Comité international olympique. Pourtant, le handball n'est pas intégré au programme olympique ni à Melbourne en 1956 ni à Rome en 1960, ni à Tokyo en 1964. À l'automne 1963, le CIO étudie les sports amenés à prendre part aux Jeux olympiques de Mexico en 1968 mais c'est un nouveau refus pour le handball.
C'est finalement le 14 juin 1965 que le Comité international olympique a décidé, avec la majorité des deux tiers requise, d'inscrire le hand-ball au programme des Jeux olympiques de Munich en 1972.

### Munich 1972: l'Europe de l'Est installe sa domination
|                                     | Hommes          |
| ----------------------------------- | --------------- |
| Médaille d'or, Jeux olympiques      | Yougoslavie     |
| Médaille d'argent, Jeux olympiques  | Tchécoslovaquie |
| Médaille de bronze, Jeux olympiques | Roumanie        |

Le dernier championnat du monde de handball à onze a eu lieu en 1966, et c'est donc dans son format à sept joueurs et en salle que le handball fait son retour définitif au programme olympique.
Seul un tournoi masculin est disputé pour cette édition. Parmi les 9 premières équipes du championnat du monde 1970, seul le Danemark ne parvient pas à se qualifier pour le tour principal. Dans le groupe I, l'Allemagne de l'Est a battu la Tchécoslovaquie lors du tour préliminaire mais a ensuite été battue par l'URSS et doit donc laisser la première place et donc la finale aux Tchécoslovaques. Dans le groupe II, les deux premières places sont déterminées par la victoire surprise de la Yougoslavie 14 à 13 face aux champions du monde roumains.
Le match pour la médaille de bronze entre l'Allemagne de l'Est et la Roumanie est donc une revanche de la finale du championnat du monde 1970. Si les Roumains avait alors eu besoin de deux prolongations pour écarter les Est-allemands, la différence s'est dessinée plus rapidement en faveur de la Roumanie (19-16, mi-temps 11-8). En finale, la Yougoslavie a rapidement creusé l'écart (4-0 à la 6e minute) pour terminer avec une avance de 7 buts à la mi-temps (12-5) qui ne sera jamais comblée par la Tchécoslovaquie qui s'incline finalement 16 à 21.

### Montréal 1976: carton plein pour l'Union soviétique
|                                     | Hommes           | Femmes             |
| ----------------------------------- | ---------------- | ------------------ |
| Médaille d'or, Jeux olympiques      | Union soviétique | Union soviétique   |
| Médaille d'argent, Jeux olympiques  | Roumanie         | Allemagne de l'Est |
| Médaille de bronze, Jeux olympiques | Pologne          | Hongrie            |

Au Canada, l'URSS remporte la médaille d'or chez les hommes comme chez les femmes. Le premier tournoi féminin est archi-dominé par les Soviétiques qui remportent tranquillement le mini-championnat qui oppose les six équipes présentes, avec cinq victoires et une moyenne de huit buts seulement encaissés par matchs.
Du côté des hommes, trois équipes terminent à égalité de points dans le groupe A et sont départagées à la différence de buts générale : l'Union soviétique retrouvera en finale la Roumanie, l'Allemagne de l'Ouest jouera pour la médaille de bronze tandis que le champion en titre yougoslave, qui s'est loupé dans son dernier match, devra se contenter du match pour la 5e place. En finale, les Roumains, quadruple champions du monde, font clairement figure de favoris face à des Soviétiques dont la meilleure performance était une quatrième place au Mondial 1967 puis aux JO de 1972. Mais l'équipe soviétique a réussi à très bien maîtriser le meneur de jeu Cristian Gațu et à limiter la réussite de Ștefan Birtalan qui ne parvient à marquer qu'à trois reprises alors qu'il avait jusqu'alors inscrit une moyenne de 6 buts par match. Ainsi, après 20 minutes, l'URSS avait déjà creusé l'écart (8-3), la mi-temps étant conclue sur un score de 10 à 6. Si la seconde période a été plus équilibrée, jamais le résultat final n'a été remis en cause et l'URSS d'Anatoli Evtouchenko remporte son premier titre sur le score de 19 à 15. Dans le match pour la médaille de bronze, la Pologne s'impose 21 à 18 aux dépens de l'Allemagne de l'Ouest grâce notamment aux 6 buts de Jerzy Klempel.

### Moscou 1980: en RDA, des heureux et des malheureuses
|                                     | Hommes             | Femmes             |
| ----------------------------------- | ------------------ | ------------------ |
| Médaille d'or, Jeux olympiques      | Allemagne de l'Est | Union soviétique   |
| Médaille d'argent, Jeux olympiques  | Union soviétique   | Yougoslavie        |
| Médaille de bronze, Jeux olympiques | Roumanie           | Allemagne de l'Est |

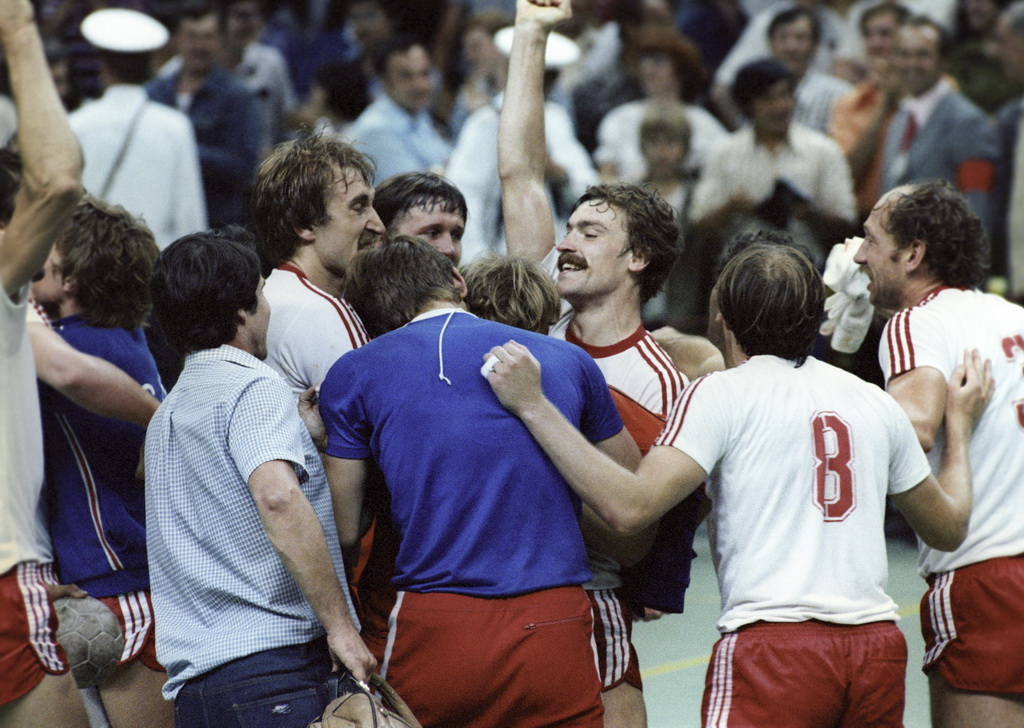
Les Soviétiques fêtent leur qualification en finale après leur victoire contre la Yougoslavie.

Ces Jeux sont marqués par le boycott de certaines nations, mais les meilleures nations mondiales sont présentes à l'exception des Ouest-Allemands, champions du monde en 1978.
Dans le tournoi masculin, comme en 1976, les vainqueurs des poules se qualifient directement pour la finale, rendant les matchs de poule d'une importance capitale. Dans le groupe A, les Allemands de l'Est n'ont pas eu trop de mal à atteindre la première place. S'ils ont été tenus en échec par la Hongrie (14-14) lors de la deuxième journée, les Hongrois avaient déjà fait match nul face à la Pologne lors du premier match, de sorte que les Allemands ont leur destin en main. Le quatrième match de poule contre la Pologne a été serré (22-21), mais l'Allemagne de l'Est ne laisse pas passer sa chance face au Danemark (24-20) pour atteindre la finale tandis que la Hongrie jouera pour la médaille de bronze. En revanche, dans le groupe B, c'est un match à trois entre la Roumanie, l'URSS et la Yougoslavie : ces derniers remportent la première manche face aux Roumains 23 à 21 qui parviennent ensuite à renverser la vapeur 22 à 19 face à l'URSS après avoir pourtant été mené 15-9 à la mi-temps. Le dernier match entre les Soviétiques et les Yougoslaves est alors décisif : si les Soviétiques gagnent par quatre buts ou plus, ils se qualifient pour la finale. Si cette avance est atteinte dès le début de la deuxième mi-temps (13-9), les Yougoslaves reviennent à deux buts à sept minutes du terme du match (19-17) mais, grâce notamment aux 5 penaltys arrêtés par leur gardien Mykola Tomine (en), les Soviétiques s'imposent finalement 22 à 17 et se qualifient in extremis pour la finale tandis que, comme 4 ans plus tôt, la Yougoslavie doit se contenter du match pour la 5e place.
La finale oppose donc le tenant du titre soviétique à la RDA, seule invaincue lors des matchs de poule. Si l'URSS prend rapidement deux buts d'avance (5-3), les deux équipes restent au coude à coude : 10-10 à la mi-temps et 20-20 à la fin du temps réglementaire, les Soviétiques ayant égalisé à peine 22 secondes avant le coup de sifflet final. Si l'URSS marque le premier dans cette prolongation, la RDA enchaine par un 3-0 décisif pour remporter le titre olympique (23-22). Pour le dernier buteur allemand, Hans-Georg Beyer (en), ce sont des Jeux olympiques plus que réussis puisque son frère Udo a remporté une médaille de bronze au lancer du poids et sa sœur Gisela (en) a terminé quatrième au lancer du disque. Dans le match pour le bronze, les Roumains prennent rapidement une grande avance (9-4 à la 23e minute puis 16-8 à la 37e minute), mais les Hongrois parviennent peu à peu à combler leur retard pour revenir à un but (18-17 à la 56e minute). Mais la Roumanie ne compte pas laisser filer cette troisième médaille olympique consécutive et s'impose finalement 20 à 18.

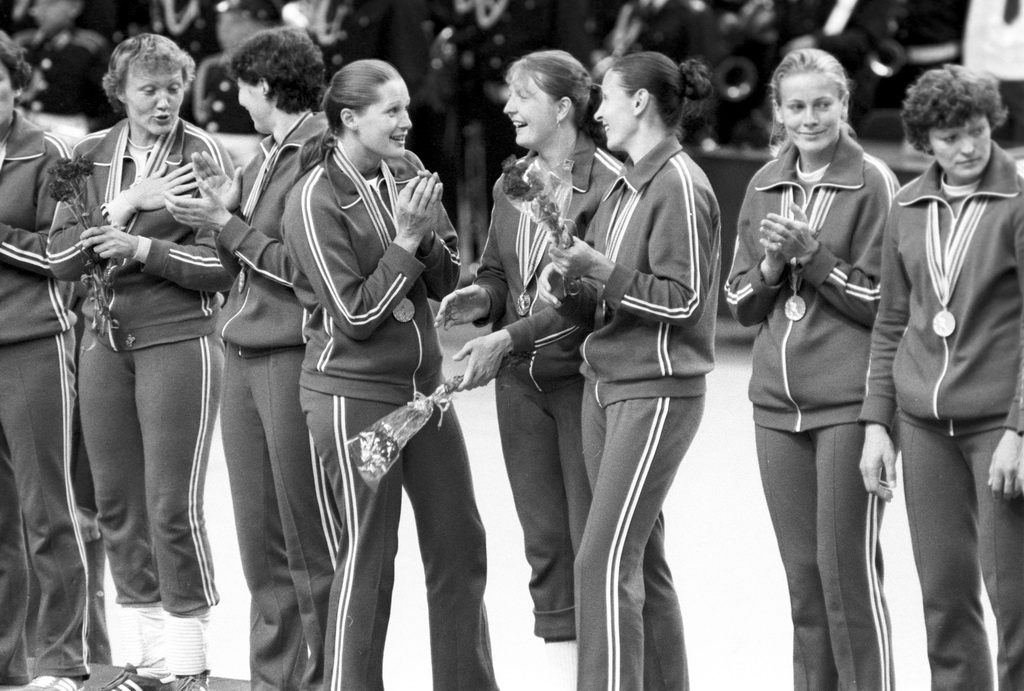
Les Soviétiques avec leur médaille d'or

Chez les femmes, les 6 équipes qualifiées s'affrontent dans une poule unique. Les Est-allemandes, deuxièmes en 1976 et vainqueur de trois des quatre précédents titres mondiaux (1971, 1975 et 1978), font figure de favorites, mais elles sont contraintes de concéder un match nul (15-15) face à la Yougoslavie lors de la deuxième journée. Si les Yougoslaves s'inclinent nettement 18 à 9 face aux Soviétiques, le dernier match entre la RDA et l'URSS reste décisif pour déterminer l'ordre des médailles. Mais les Soviétiques, qui avaient solidement remporté tous leurs matchs précédents, ne laisse guère d'espoir aux Est-allemandes, menant rapidement 6 à 2. Si la RDA recolle à 7-6, l'URSS, grâce notamment au huitième but d'Olga Zoubareva, reprend sa domination (16-8 à la 41e minute) pour finalement s'imposer 18-13. L'URSS est championne olympique tandis que la Yougoslavie et l'Allemagne de l'Est, à égalité de points et ayant fait match nul, sont départagées à la différence de buts générale au profit des Yougoslaves. La RDA décroche donc la médaille de bronze avec dans ses rangs Roswitha Krause, athlète étonnante de longévité qui avait décroché une médaille d'argent en natation douze ans plus à Mexico.

### Los Angeles 1984: les Yougoslaves dominent
|                                     | Hommes               | Femmes       |
| ----------------------------------- | -------------------- | ------------ |
| Médaille d'or, Jeux olympiques      | Yougoslavie          | Yougoslavie  |
| Médaille d'argent, Jeux olympiques  | Allemagne de l'Ouest | Corée du Sud |
| Médaille de bronze, Jeux olympiques | Roumanie             | Chine        |

Du fait du boycott d'une quinzaine de pays du bloc communiste, la moitié des équipes qualifiées, dont les deux tenants du titre l'Allemagne de l'Est et l'URSS, renoncent à participer à la compétition. Ces pays ont alors participé aux Jeux de l'Amitié (en). La Yougoslavie en profite pour remporter le titre olympique, aussi bien chez les hommes que chez les femmes.
Pour la première fois, des équipes non-européennes terminent sur le podium olympique puisque, en plus de la Chine, médaillée de bronze chez les femmes, les Sud-coréennes remportent leur première de leurs six médailles olympiques. À noter également, la performance de la Yougoslave Jasna Merdan-Kolar qui a marqué 17 buts face aux États-Unis.
Chez les hommes, la Roumanie manque une nouvelle fois l'occasion de décrocher l'or olympique en étant battue d'un petit but par la Yougoslavie en poule. Repêchée pour participer au tournoi grâce au forfait de l'URSS, la RFA termine finalement première de sa poule, devant le Danemark et la Suède et retrouve en finale les Yougoslaves. Dans une finale très indécise, la Yougoslavie l'emporte 18-17 dans les dernières secondes. Quelques heures plus tôt, la Roumanie  avait complété le podium en arrachant le bronze aux Danois (23-19) et se console en remportant sa quatrième médaille olympique consécutive, une performance que seules les Sud-coréennes parviendront à reproduire.

### Séoul 1988: la Corée révolutionne l'élite mondiale
|                                     | Hommes           | Femmes           |
| ----------------------------------- | ---------------- | ---------------- |
| Médaille d'or, Jeux olympiques      | Union soviétique | Corée du Sud     |
| Médaille d'argent, Jeux olympiques  | Corée du Sud     | Norvège          |
| Médaille de bronze, Jeux olympiques | Yougoslavie      | Union soviétique |

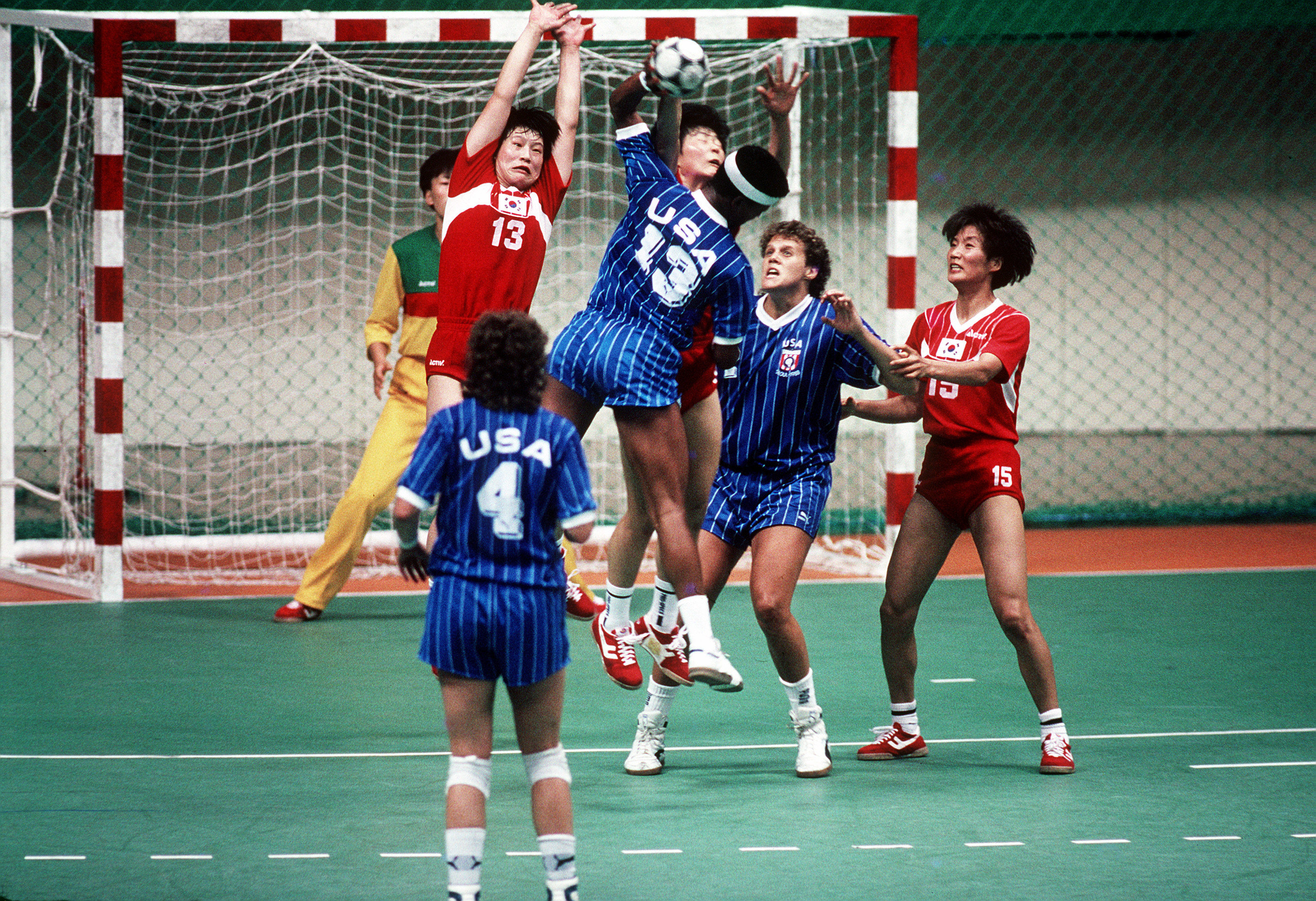
Les États-Unis en action face à la Corée du Sud, future championne olympique

Pour la première fois depuis 1976, aucun boycott d'importance ne vient gâcher la fête et toutes les meilleures équipes sont bien là mais c'est la Corée du Sud qui va créer la révolution dans cette édition : elle a tout bousculé sur son passage et il lui a manqué un peu de taille, chez les messieurs, pour réussir un incroyable doublé avec l'or remporté par les dames.
Chez les hommes, malgré leur difficile qualification, les Soviétiques réalisent un parcours exemplaire dans le groupe A : après avoir battu les Yougoslaves (24 à 18) puis les Suédois (22 à 18) lors des deux premiers matchs, l'URSS a désormais les cartes en main pour se qualifier pour la finale et ne laisse pas passer sa chance. Malgré un match nul inattendu face à l'Islande, la Yougoslavie s'impose 25 à 21 lors du dernier match de poule face à la Suède et termine à la 2e place devant son adversaire.
Dans le groupe B, le pays hôte a créé la sensation. Et pourtant, deux ans plus tôt, la Corée du Sud a terminé son premier championnat du monde à une anonyme 12e place. Cependant, lors de ces trois premiers matchs, elle bat successivement la Hongrie (vice-champion du monde, 22 à 20), la RDA (médaillée de bronze du mondial, 23 à 22) puis la Tchécoslovaquie (29 à 28). Emmenés par Kang Jae-won qui terminera meilleur buteur, les Coréens s'inclinent lors du dernier match face à l'Espagne mais se qualifient malgré tout pour la finale. Pour la seconde place, trois équipes terminent avec trois victoires et deux défaites : la Hongrie jouera pour la médaille de bronze, la Tchécoslovaquie et l'Allemagne de l'Est se contenteront des matchs pour la 5e et la 7e place respectivement.
En finale, la marche était trop haute pour la Corée du Sud face à l'URSS qui mène 17 à 11 à la mi-temps. Si les Coréens parviennent à revenir au score à 20 à 19, les Soviétiques s'échappent de nouveau pour remporter confortablement le match sur le score de 32 à 25. Pour la première fois depuis 1972, le champion olympique a remporté tous ses matchs. Enfin, la Yougoslavie remporte la médaille de bronze aux dépens de la Hongrie grâce à sa victoire 27 à 23.

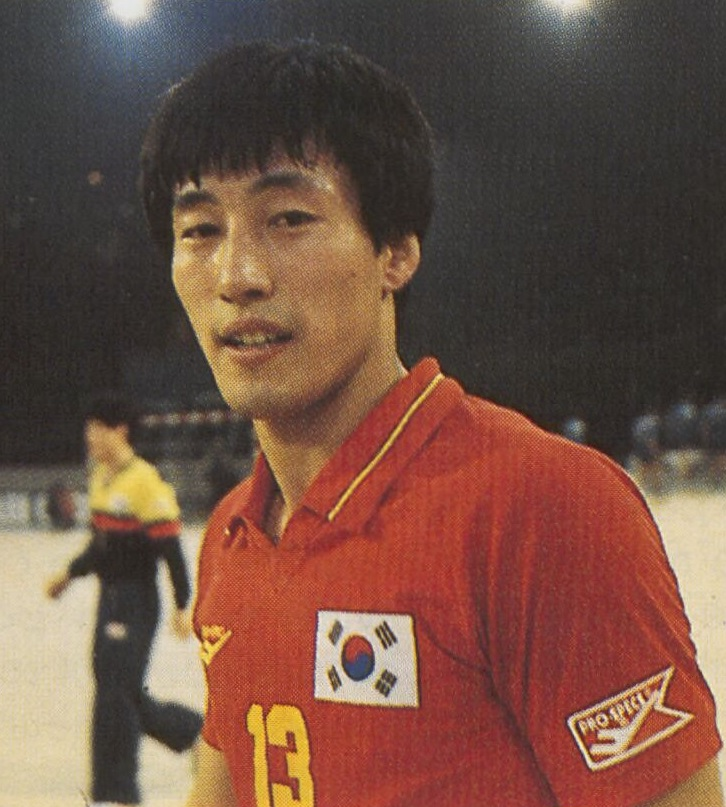
Le Sud-coréen Kang Jae-won, meilleur buteur et meilleur arrière droit de la compétition, sera élu meilleur handballeur mondial de l'année 1988.

Mais avant de rêver d'une médaille d'or, les Sud-coréens ont transpiré durant des années à l'entraînement, écumé les tournois internationaux, visionné des centaines de vidéo, soulevé des tonnes de fonte. Des mois d'efforts récompensés par une victoire contre la Hongrie, vice-championne du monde : Péter Kovács, l'un des plus grands « bras » de tous les temps, était réduit au rôle d'observateur malgré ses 10 buts, admirant les percées, les contres et les tirs de la nouvelle « terreur », Kang Jae-won. Fin, inspiré et d'une incroyable vivacité, le coréen, auteur de 49 buts en 6 matches, a éclaboussé le tournoi de sa classe, reléguant les Kovács, Wahl (de) et autre Vujović au rang de « dinosaures », puissants, physiques mais de plus en plus inadaptés. L'ère du joueur de handball bâti dans les salles de musculation a vécu. Les Soviétiques, Anatoli Evtouchenko en tête, l'avaient compris un peu plus vite, en laissant libre cours à l'imagination d'un Alexandre Karchakevitch, le roi de la passe décisive, et à la vista du jeune Alexandre Toutchkine. Les autres entraîneurs européens, eux, ont préféré rester fidèles au jeu physique et se sont cassés les dents : les Jeux olympiques ont marqué la fin d'une époque et poussé vers la retraite toute une génération de handballeurs.
Dans le tournoi féminin, la compétition oppose pour la première fois huit équipes. Les Sud-Coréennes se sont préparées depuis plusieurs années pour le tournoi, s'entraînant à huis clos et dans des conditions spartiates. Si cela n'a pas porté ses fruits au Mondial 1986 avec une décevante 11e place, les efforts sont récompensés ici. Après une victoire contre la Tchécoslovaquie (+6), elles s'inclinent ensuite face à la Yougoslavie (-3). Ces trois équipes ayant battu les États-Unis et la Tchécoslovaquie ayant battu la Yougoslavie (+4), elles sont départagées à la différence de buts particulière, au profit des Coréennes et des Yougoslaves, ces dernières conservant les deux points acquis face aux Asiatiques. Dans l'autre groupe, la Norvège et l'URSS ont facilement dominé la Chine et la Côte d'Ivoire et se qualifient toutes deux pour le tour suivant avec un point, n'ayant pu se départager lors de leur confrontation (19-19).
Dans une poule finale très serrée, les Soviétiques ont d'abord battu la Yougoslavie (18-15), tandis que la Corée a battu la Norvège (23-20). Cela signifie qu'avant la dernière journée trois équipes étaient encore en position de gagner la médaille d'or tandis que la Norvège pouvaient encore remporter la médaille d'argent. La victoire des Norvégiennes face aux Yougoslaves 20 à 15 leur garantissait au moins une médaille de bronze, la Yougoslavie terminant au pied du podium. Le dernier match se révèle donc être une finale entre la Corée du Sud et l'URSS, disputée dans une salle remplie de supporters coréens enthousiastes. Les Coréennes s'échappèrent un temps à 16-12, mais cinq buts consécutifs des Soviétiques relance complètement le match, 17-16. Dans un ultime effort, devant une foule en délire, les hôtes se reprennent et s'imposent finalement 21 à 19. Le contraste a été flagrant entre ce « nouveau » handball, rapide et spectaculaire, et celui d'hier, lent, tactique et purement physique, à l'image des Soviétiques Natalia Morskova et ses 91 kilos ou de Zinaïda Tourtchyna et ses 42 ans, totalement dépassées par le jeu « à la coréenne ». Les Soviétiques reculent alors à la troisième place et les Norvégiennes remportent leur première médaille olympique, l'argent.

Podiums des JO de Séoul
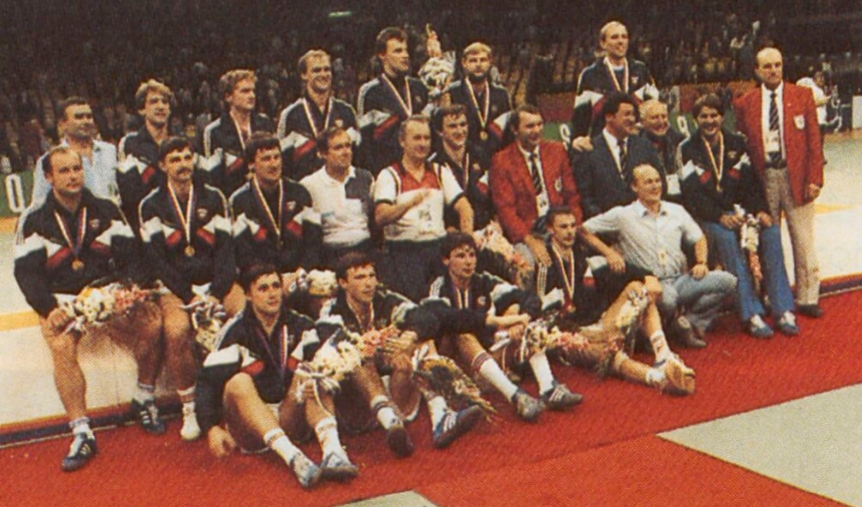
Les Soviétiques, champions olympiques.
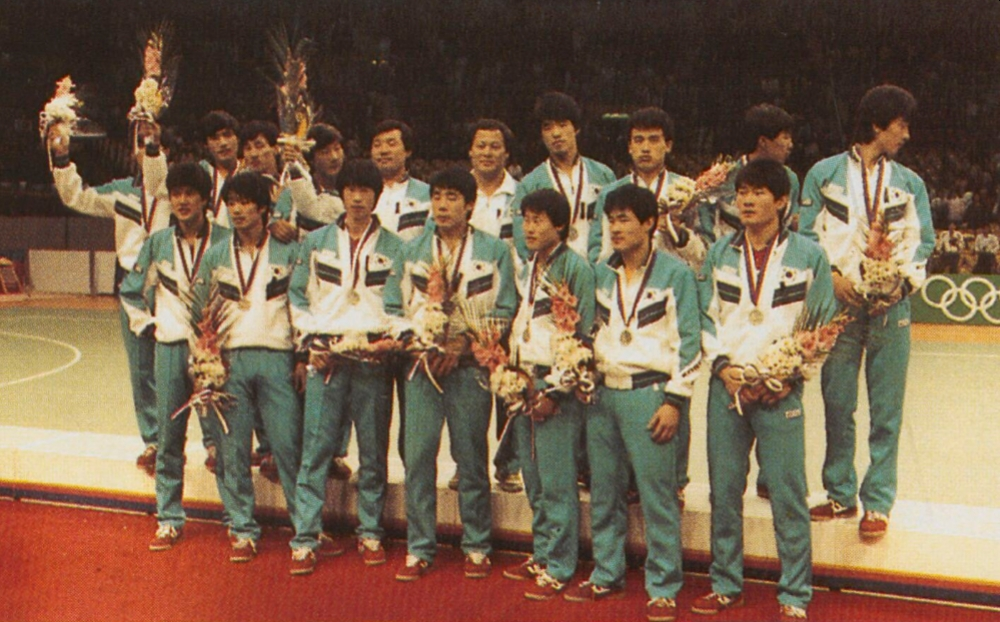
Les Sud-coréens, médaillés d'argent
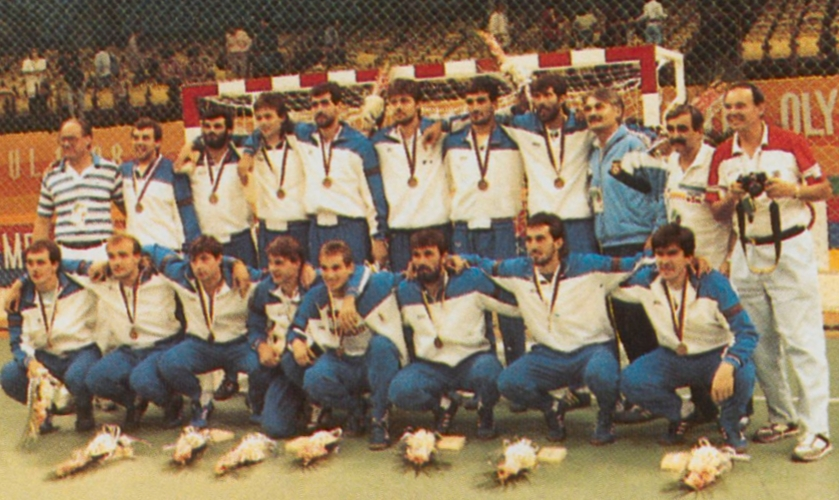
Les Yougoslaves, médaillés de bronze.
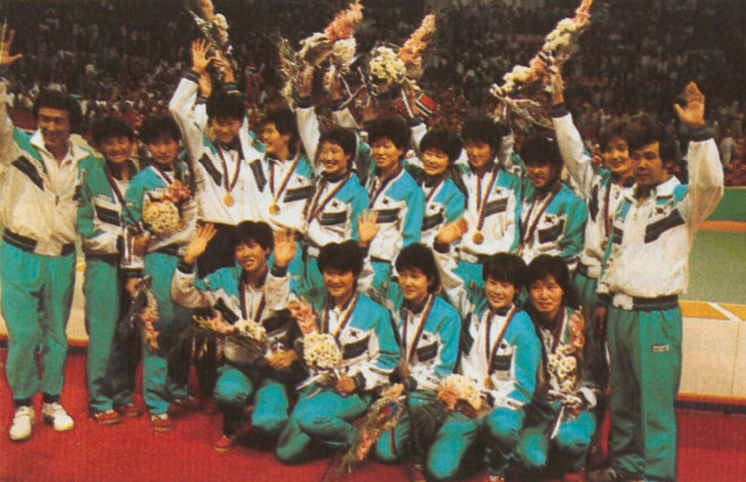
Les Sud-coréennes, championnes olympiques.

### Barcelone 1992: la France s'invite sur le podium
|                                     | Hommes         | Femmes         |
| ----------------------------------- | -------------- | -------------- |
| Médaille d'or, Jeux olympiques      | Équipe unifiée | Corée du Sud   |
| Médaille d'argent, Jeux olympiques  | Suède          | Norvège        |
| Médaille de bronze, Jeux olympiques | France         | Équipe unifiée |

Les trois équipes masculines médaillées lors de ces Jeux olympiques sont celles qui vont le plus dominer la dernière décennie du XXe siècle. Au tour préliminaire, dans la poule A, la Suède a confirmé son titre de champion du monde en dominant avec une relative facilité tous ses adversaires. L'autre performance remarquable est celle des Islandais, remplaçant au pied levé la Yougoslavie, qui ont réalisé un match nul 16-16 face aux Tchécoslovaques et ont obtenu une victoire étriquée mais méritée face aux vice-champions olympiques en titre Sud-Coréens (26-24) avant de s'incliner face aux Suédois lors du dernier match alors que les deux équipes étaient assurées de participer aux demi-finales. Dans la poule B, on retrouve un schéma quasiment identique : l'Équipe unifiée, héritière d'une URSS défaite en finale du championnat du monde, remporte tous ses matchs. Seule équipe à avoir réussi à leur tenir tête (23-22), la France est la surprise de cette poule, ayant notamment écarté les hôtes Espagnols 18 à 16 lors de leur premier match.

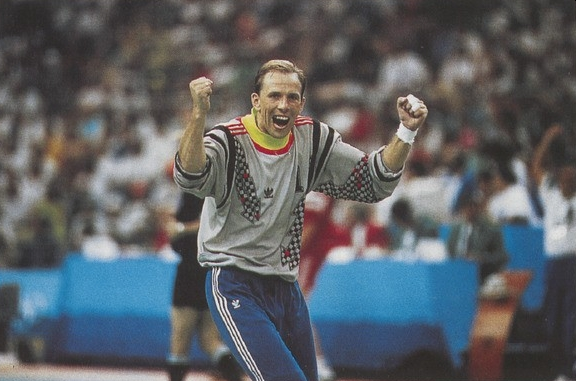
Le gardien de but Andreï Lavrov remporte le deuxième de ses trois titres olympiques.

En demi-finale, l'Islande a failli créer la surprise face à l'Équipe unifiée, menant 16-15 à 15 minutes de la fin du match. Finalement, Talant Douïchebaïev, auteur de 9 buts, et ses coéquipiers appuient sur l'accélérateur et s'imposent 23 à 19. Dans l'autre match, la Suède, qui menait confortablement 20 à 14 face à la France, a vu son avance fondre lors du dernier quart d'heure au point de voir les Français revenir à un but (23-22). Mais, au prix d'un dernier effort, les Scandinaves s'imposent finalement 25 à 22. La finale est donc pour une revanche du Championnat du monde 1990. Après une première mi-temps serrée (9-9), les Suédois prennent un temps une avance de deux buts (14-12), vite comblée par l'Équipe unifiée qui remporte ce match 22 à 20 et de facto son troisième titre après 1976 et 1988, même si seul Andreï Lavrov était déjà champion olympique à Séoul. Dans le match pour la troisième place opposant les deux équipes surprises du tournoi, la France remporte la médaille de bronze aux dépens de l'Islande et donc son premier trophée : les « Bronzés » sont ainsi les précurseurs des Barjots qui deviendront champions du monde en 1995.
L'épreuve féminine est quant à elle remportée à nouveau par la Corée du Sud, avec pour la première fois deux poules et une phase finale comme chez les hommes. Une première remportée par les Asiatiques faces à la Norvège, invitée de dernière minute à la suite de l'exclusion de la Yougoslavie, bannie par le CIO quelques jours avant la cérémonie d'ouverture. Au tour préliminaire, l'Équipe unifiée et l'Allemagne dominent facilement les États-Unis et le Nigeria dans la poule A. Dans la poule B, les Sud-Coréennes ont battu à plates coutures 26 à 17 la Norvège, invitée de dernière minute à la suite de l'exclusion de la Yougoslavie, bannie par le CIO quelques jours avant la cérémonie d'ouverture. Mais les Autrichiennes renforcées par trois joueuses précédemment médaillées sous les maillots de la Yougoslavie (Jasna Kolar-Merdan et Slavica Đukić (en)) ou de l'URSS (Natalia Rusnachenko) parviennent à faire match nul (17-17) face aux Coréennes et comme  ces dernières ont remporté leur dernier match face aux Espagnoles, la seconde place qualificative se joue lors du match opposant la Norvège à l'Autriche. Dans un match tendu, et malgré les 7 buts de l'Autrichienne d'origine Roumaine Edit Matei (en), les Scandinaves s'imposent finalement 19 à 17.
Les deux demi-finales ont été des matchs très serrés : les Allemandes se sont inclinées de peu face aux Coréennes (26-25) tandis que les Norvégiennes ont battu les joueuses de l'Équipe unifiée grâce à un but de Siri Eftedal à trois secondes de la fin du match (24-23). À l'opposé, la finale a été à sens unique : après avoir brièvement mené en début de rencontre, les Norvégiennes ont été nettement dominées par les Sud-Coréennes (28-21), comme lors de leur premier match de poule. La Corée du Sud remporte ainsi son deuxième titre olympique consécutif et les ex-Soviétiques ayant battu les Allemandes (24-20), le podium est finalement identique à celui de 1988.

### Atlanta 1996: premières pour la Croatie et le Danemark
|                                     | Hommes  | Femmes       |
| ----------------------------------- | ------- | ------------ |
| Médaille d'or, Jeux olympiques      | Croatie | Danemark     |
| Médaille d'argent, Jeux olympiques  | Suède   | Corée du Sud |
| Médaille de bronze, Jeux olympiques | Espagne | Hongrie      |

Pour sa troisième finale de suite dans le tournoi féminin, la Corée du Sud cède face au Danemark. Les tenantes du titre démarrent très bien la rencontre, menant 17-13 à la mi-temps. Mais les Danoises reviennent progressivement au score, et à une seconde de la fin, alors que le tableau d’affichage marque 29-29, un penalty est sifflé en faveur des Européennes : Anja Andersen, la spécialiste danoise qui a transformé dix de ses douze tentatives au cours du tournoi, se présente mais son tir est arrêté par le pied de la gardienne Oh Yong-ran. Le Danemark parvient à surmonter ce coup du sort en prolongations et l’emporte finalement 37-33.
Chez les hommes, la Croatie crée surprise en battant la Suède en finale grâce à un but décisif de Nenad Kljaić, le fils de l' entraîneur Velimir Kljaić (victoire croate 27-26). Les Suédois peuvent être déçus, d'autant qu'ils avaient battu très largement les Croates en matches de poules (27-18). Cinq des joueurs croates avaient déjà glané une médaille de bronze à Séoul sous les couleurs yougoslaves. Le titre d'Atlanta étant la première médaille d'or olympique remportée par la toute jeune nation croate, née de l'éclatement de la Yougoslavie. Le match pour la troisième place oppose l'Espagne à la France. Les tricolores perdent 25-27 et restent au pied du podium.

### Sydney 2000: la Bérézina suédoise et la confirmation danoise
|                                     | Hommes  | Femmes   |
| ----------------------------------- | ------- | -------- |
| Médaille d'or, Jeux olympiques      | Russie  | Danemark |
| Médaille d'argent, Jeux olympiques  | Suède   | Hongrie  |
| Médaille de bronze, Jeux olympiques | Espagne | Norvège  |

Par rapport à Atlanta en 1996, de nombreux changements sont instaurés pour cette édition du tournoi olympique. La compétition féminine comporte dorénavant 10 nations contre 8 précédemment et surtout, des quarts de finale sont ajoutés aux deux tournois, diminuant de facto l'importance de la phase de poule.
Chez les hommes, l'or est remporté par la Russie, qui retrouve le titre remporté en 1992 avec l'Équipe unifiée. Considérée comme l'une des meilleures équipes masculines de handball de tous les temps, la Suède échoue pour la troisième fois consécutive en finale. Comme quatre ans plus tôt, l'Espagne remporte le bronze, cette fois-ci aux dépens de la République fédérale de Yougoslavie.
Chez les femmes, on retrouve les mêmes demi-finalistes qu'en 1996. Si le Danemark conserve le titre acquis quatre ans plus tôt, la Hongrie monte d'une marche sur le podium après leur médaille de bronze remportée Atlanta, suivie de la Norvège. La Corée du Sud termine donc au pied du podium après 4 médailles consécutives.

Podiums des JO de Sydney
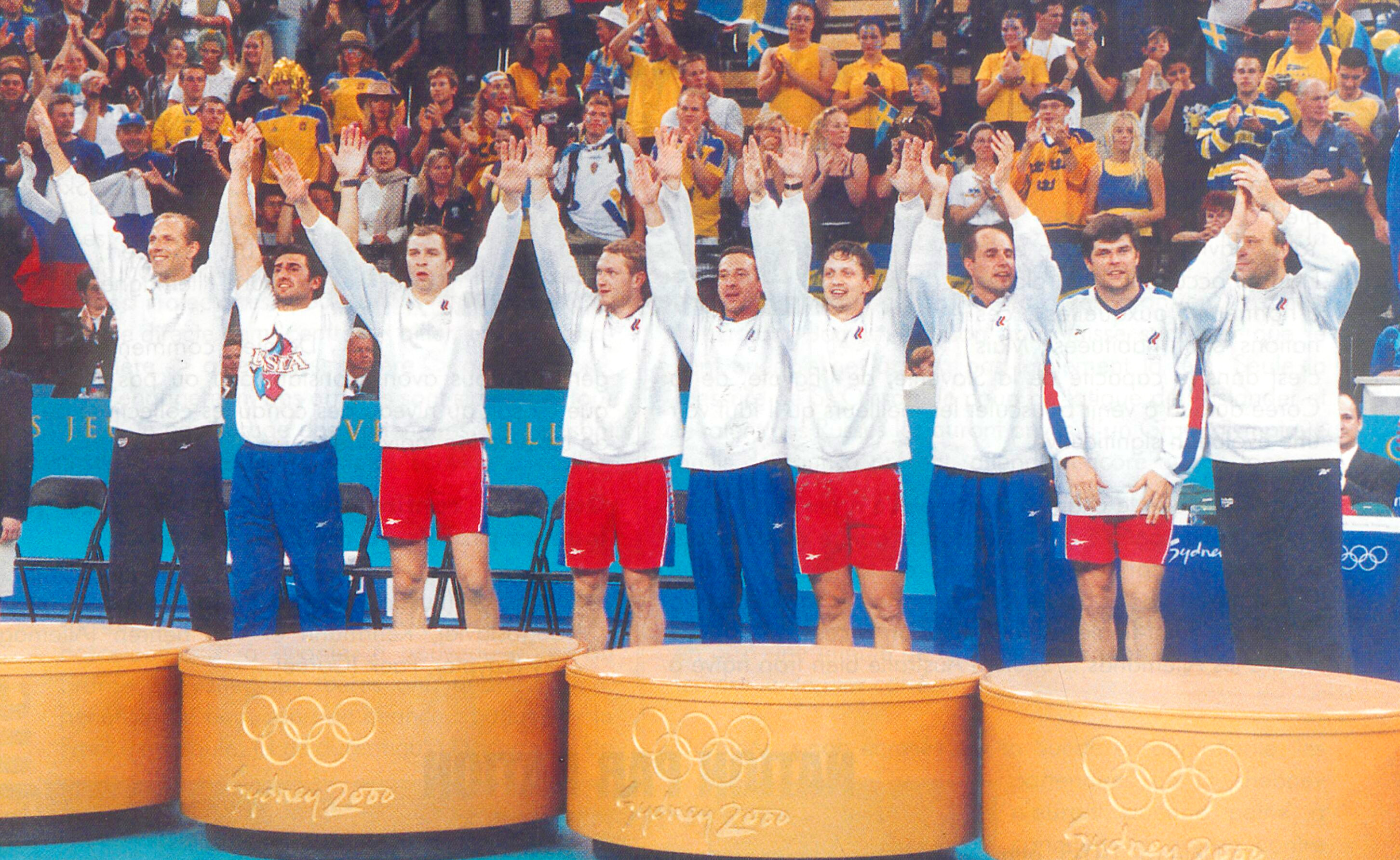
Les Russes sont champions olympiques.
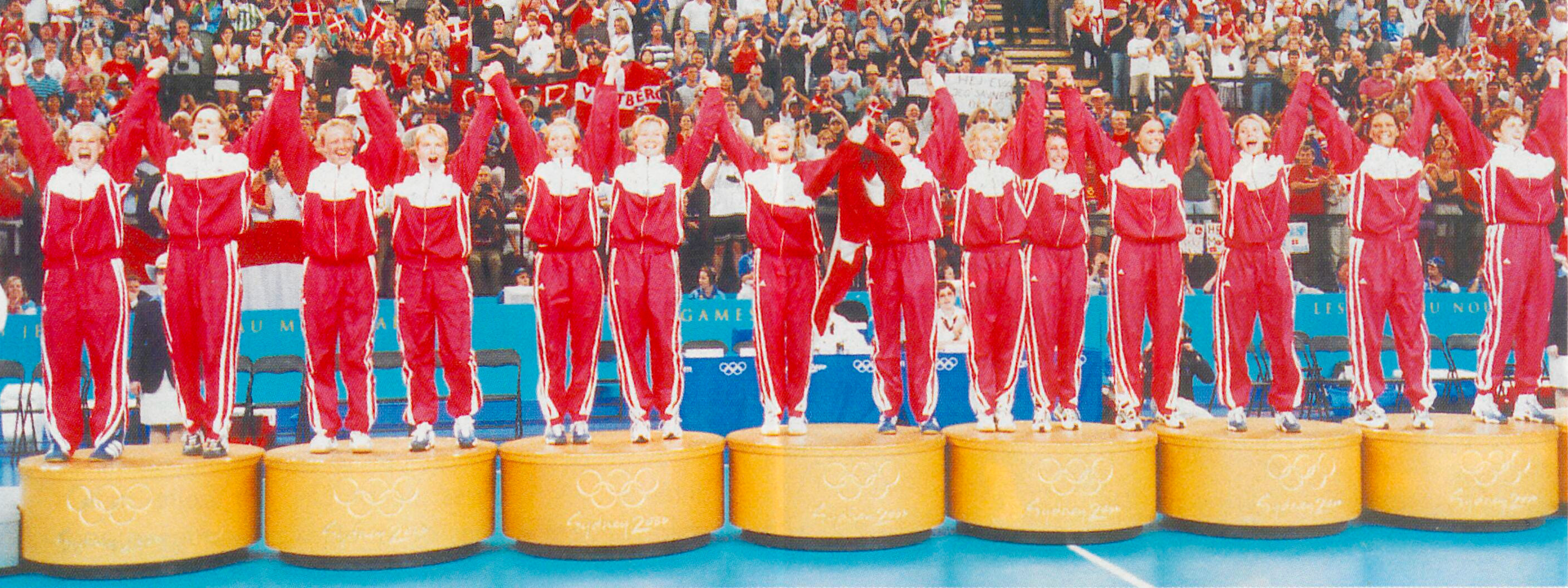
Les Danoises sont championnes olympiques.
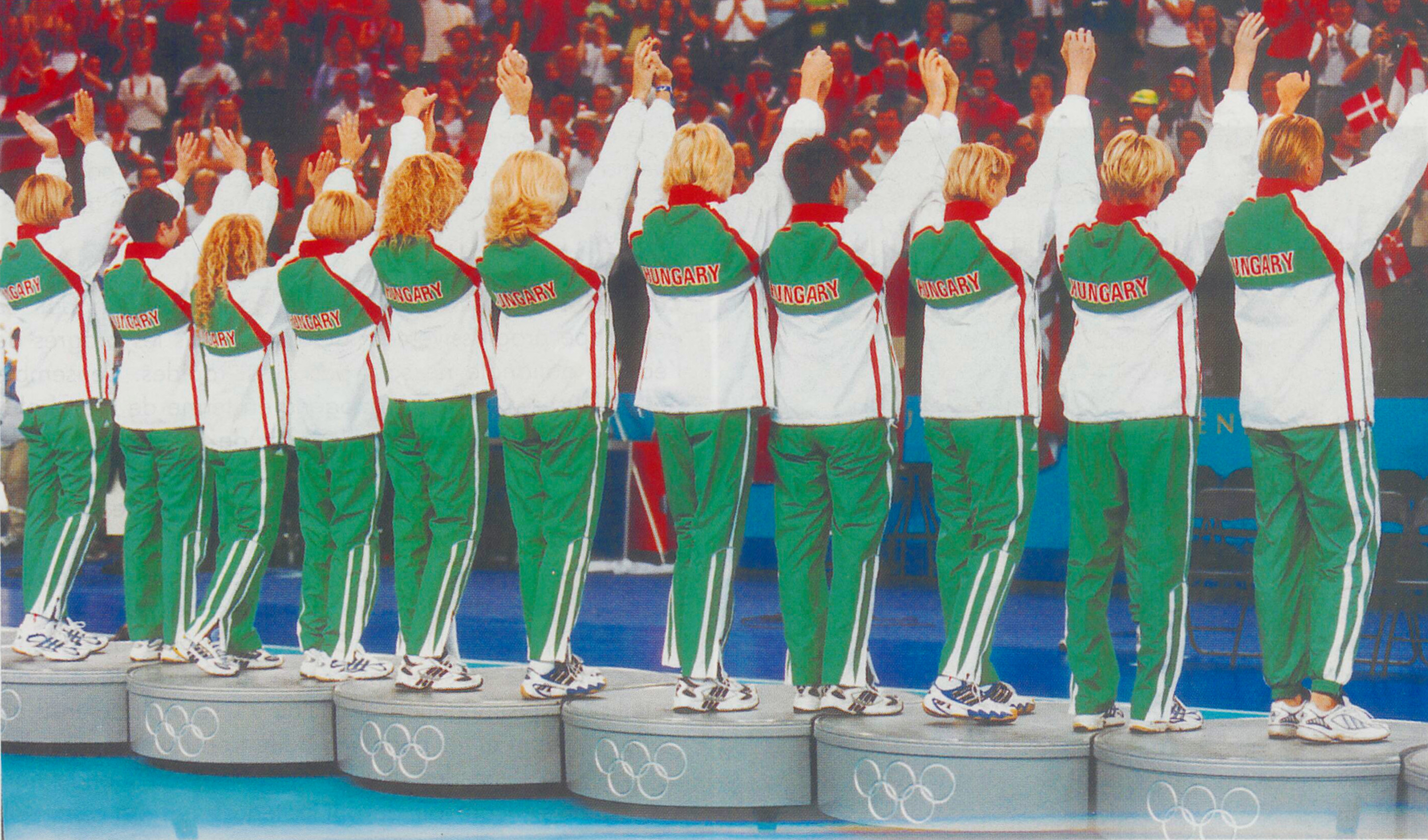
Les Hongroises, médaillées d'argent.

### Athènes 2004: Croatie et Danemark, encore
|                                     | Hommes    | Femmes       |
| ----------------------------------- | --------- | ------------ |
| Médaille d'or, Jeux olympiques      | Croatie   | Danemark     |
| Médaille d'argent, Jeux olympiques  | Allemagne | Corée du Sud |
| Médaille de bronze, Jeux olympiques | Russie    | Ukraine      |

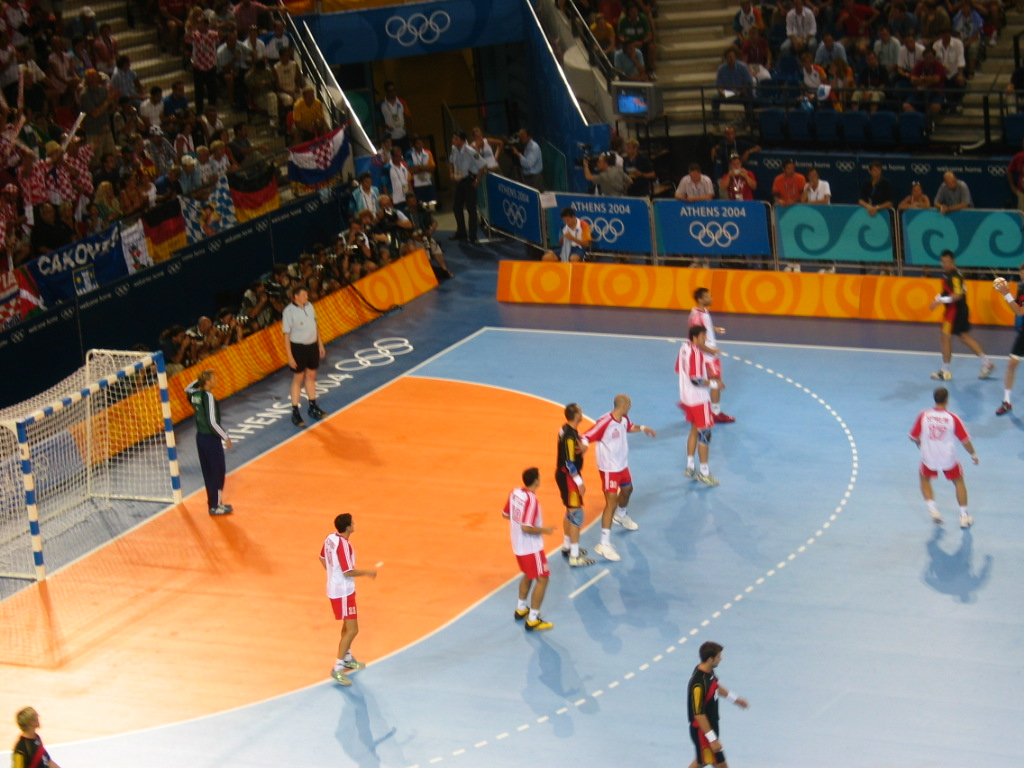
Finale entre la Croatie et l'Allemagne.

Chez les hommes, la Croatie, Champion du monde remporte son deuxième titre olympique après sa victoire en 1996 qui avait déjà couronné Slavko Goluža, Venio Losert et Valter Matošević. Elle devance l'Allemagne, Champion d'Europe six mois plus tôt, et le tenant du titre russe qui, grâce à ses vétérans Lavrov (42 ans), Toutchkine (40 ans), Koudinov (35 ans) et Gorpichine (34 ans), remporte à cette occasion sa dernière médaille internationale. Les français et Jackson Richardson, porte-drapeau de la délégation, sont battus en quart de finale après une excellente phase de poule (5 victoires en 5 matchs).
Chez les femmes, le Danemark remporte son troisième titre olympique consécutif en disposant en finale de la Corée du Sud. La médaille de bronze est remportée par de surprenantes Ukrainiennes, tombeuses dans le match pour la 3e place de la France, Championne du monde en titre. À noter les absences de la Russie, qui ne s'est jamais qualifiée depuis Barcelone en 1992 sous l'égide de l'équipe unifiée, de la Norvège qui a raté d'un cheveu sa qualification (6e du Championnat du monde 2003 et finaliste du Championnat d'Europe 2002) ou encore de l'Allemagne et de la Roumanie.
Par ailleurs, aucune des Danoises titrées ne faisait partie de la victoire en 1996, si bien qu'aucune joueuse n'a remporté trois médailles d'or.

### Pékin 2008: la France et la Norvège, enfin
|                                     | Hommes  | Femmes       |
| ----------------------------------- | ------- | ------------ |
| Médaille d'or, Jeux olympiques      | France  | Norvège      |
| Médaille d'argent, Jeux olympiques  | Islande | Russie       |
| Médaille de bronze, Jeux olympiques | Espagne | Corée du Sud |

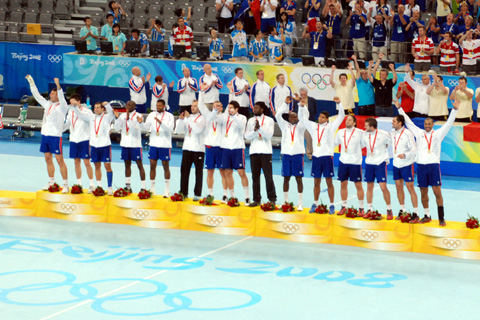
L'Équipe de France remporte son premier titre olympique.

Deux nouveaux champions olympiques sont récompensés au terme des tournois : la France chez les hommes et la Norvège chez les femmes. Ces deux équipes domineront le handball mondial au cours des deux prochaines olympiades.
Chez les hommes, ce premier titre olympique de la France inaugure le début d'une domination sans précédent avec, jusqu'au Championnat du monde 2017, un total de 8 titres en 12 compétitions. Seize ans après leur première médaille, les Français retrouvent en finale les Islandais : la France remporte son premier titre olympique (28-23) tandis que l'Islande termine pour la première fois de son histoire sur le podium d'une compétition majeure. Enfin, l'Espagne remporte sa troisième médaille olympique, la troisième en bronze.
Chez les femmes, la Norvège, demi-finaliste des 4 éditions auxquelles elle a participé précédemment, remporte son premier titre olympique. Le podium féminin est complété par la Russie, double championne du monde en titre, et par la Corée du Sud qui remporte à cette occasion sa sixième médaille en sept éditions.

### Londres 2012: la suprématie française et norvégienne
|                                     | Hommes  | Femmes     |
| ----------------------------------- | ------- | ---------- |
| Médaille d'or, Jeux olympiques      | France  | Norvège    |
| Médaille d'argent, Jeux olympiques  | Suède   | Monténégro |
| Médaille de bronze, Jeux olympiques | Croatie | Espagne    |

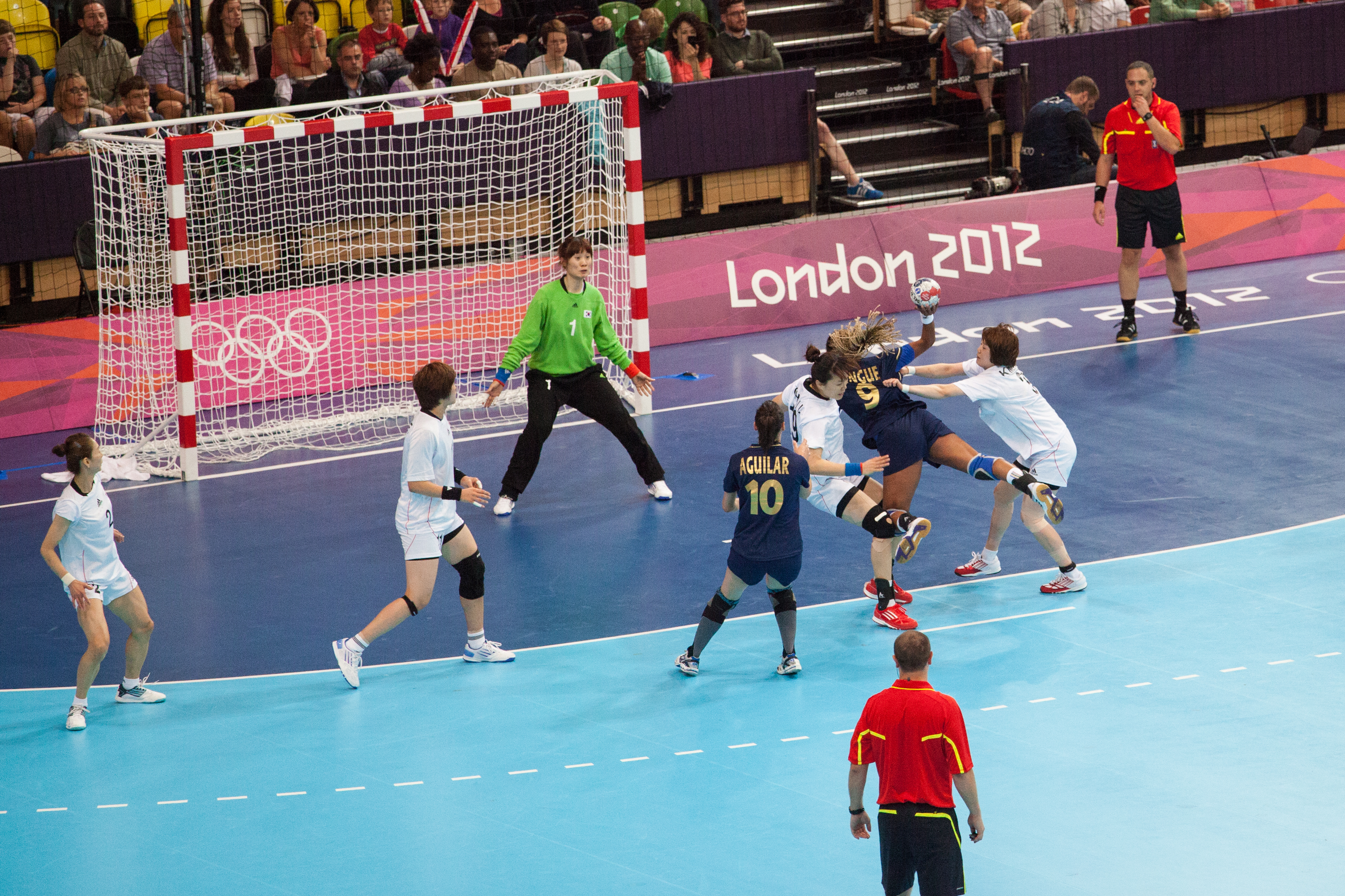
Action lors du match entre l'Espagne et la Corée du Sud.

Dans le tournoi masculin, un haut niveau est attendu puisque les sept meilleurs nations du championnat du monde 2011 participent à la compétition. L'une d'elles sort toutefois du lot : la France, championne olympique en titre, a remporté les titres mondiaux en 2009 et 2011 et européen en 2010. La seule fausse note eut lieu au championnat d'Europe 2012 avec une décevante dixième place. Le Danemark, champion d'Europe et finaliste des deux championnats du monde constitue le premier challenger des Français.
Si la phase de poule s'est conclue sans grandes surprises, les quarts de finale ont été des combats serrés : la Hongrie est parvenue après deux prolongations 34 à 33 a écarter une Islande pourtant vice-championne olympique et victorieuse de ses cinq matchs de poule, la France, grâce à son facteur X William Accambray, a renversé un déficit de trois buts face à l'Espagne (23-22), la Croatie s'est imposée de deux buts 25 à 23 face à des Tunisiens qui menaient d'un but à la mi-temps et dans le duel nordique, la Suède, sans grand résultat depuis la retraite de la génération dorée des « Benga boys », écarte 24 à 22 des Danois peu inspirés, à l'image d'un Mikkel Hansen auteur d'un 4/11 peu reluisant. Comme quatre ans plus tôt, les Français retrouvent en demi-finale la Croatie et comme quatre ans plus tôt, les Français s'imposent au terme d'un match maîtrisé (25-22). La seconde demi-finale oppose deux équipes surprises, la Hongrie et la Suède : vainqueurs d'un but 27 à 26, les Suédois se qualifient pour la finale olympique pour la quatrième fois de leur histoire et tenteront donc de faire mieux que les « Benga boys » et leurs trois médailles d'argent.
Si la France avait assez facilement battu son adversaire lors de la phase de poule (29-26, 18-12 à la mi-temps), la Suède a vendu chèrement sa peau en finale. Dans un match très défensif du fait notamment des performances de Thierry Omeyer, la mi-temps est sifflée sur un score de 10 à 8 pour les Bleus et à une minute de la fin du temps réglementaire, Niclas Ekberg permet aux Suédois de revenir à un but. Mais Luc Abalo répond rapidement en marquant le vingt-deuxième but Français, le dernier but suédois arrivant trop tard pour empêcher la France de remporter son deuxième titre olympique (22-21, score final).
Chez les femmes, en dehors de la présence du pays hôte, le plateau olympique oppose les onze meilleures équipes du championnat du monde 2011. La Norvège, championne olympique en titre, a ajouté à son palmarès deux titres européens et deux médailles de bronze et d'or aux championnats du monde au cours de l'olympiade et fait donc office de favori légitime à la couronne olympique.
Pourtant la phase de poule n'est pas une sinécure pour les Norvégiennes qui terminent seulement quatrièmes de leur poule avec un bilan de deux victoires, un match nul face à la Corée du Sud et deux défaites face à la France et l'Espagne. La seconde poule est remportée par le Brésil qui devance la Croatie, la Russie et le Monténégro. Mais la compétition commence réellement en quarts de finale et la Norvège retrouve sa puissance pour écarter le Brésil 21 à 19. Si, au bénéfice de sa victoire 25 à 22 face à la Croatie, l'Espagne se hisse pour la première fois de son histoire en demi-finale, la Corée du Sud jouera sa huitième demi-finale consécutive depuis son premier tournoi olympique en 1984, même si les Sud-Coréennes ont dû batailler pour écarter les Russes 24 à 23. Le dernier quart de finale entre la France et le Monténégro restera comme un moment fort de ces Jeux olympiques : alors les deux équipes sont sur un score de parité 22-22, Katarina Bulatović perd la balle mais Raphaëlle Tervel ne parvient pas à la contrôler et elle atterrit miraculeusement dans les mains de Bojana Popović. Celle-ci la transmet Majda Mehmedović qui obtient un jet de 7 mètres à deux secondes de la fin du temps réglementaire, transformé par Katarina Bulatović sur le gong final. En demi-finale, le « petit » Monténégro et ses 625 000 habitants, digne représentant de l'ex-Yougoslavie, parvient à créer un écart de 4 buts en deuxième mi-temps et à résister au retour de l'Espagne pour finalement s'imposer d'un but 27-26 et retrouver en finale une Norvège qui s'est assez facilement qualifiée face à la Corée du Sud (31-25).
Face aux tenantes du titre olympique norvégiennes, les Monténégrines assurent une rude opposition puisque les deux équipes sont égalité 20-20 à la 51e minute. Mais, profitant notamment d'une exclusion temporaire de Bulatović, la Norvège reprend la mène au score pour s'imposer de 3 buts 26 à 23. Pour la cinquième fois en dix tournois, après l'URSS en 1980, la Corée du Sud en 1992 et le Danemark en 2000 puis en 2004, les championnes olympiques parviennent à conserver leur titre. Quant à la médaille d'argent remportée par les Monténégrines, elle constitue la première et (à ce jour) unique médaille remportée par le Monténégro aux Jeux olympiques. Enfin, la médaille de bronze est remportée par l'Espagne qui a eu besoin de deux prolongations pour écarter la Corée du Sud et ainsi remporter sa première médaille olympique.

### Rio de Janeiro 2016: les doubles tenants détrônés
|                                     | Hommes    | Femmes  |
| ----------------------------------- | --------- | ------- |
| Médaille d'or, Jeux olympiques      | Danemark  | Russie  |
| Médaille d'argent, Jeux olympiques  | France    | France  |
| Médaille de bronze, Jeux olympiques | Allemagne | Norvège |

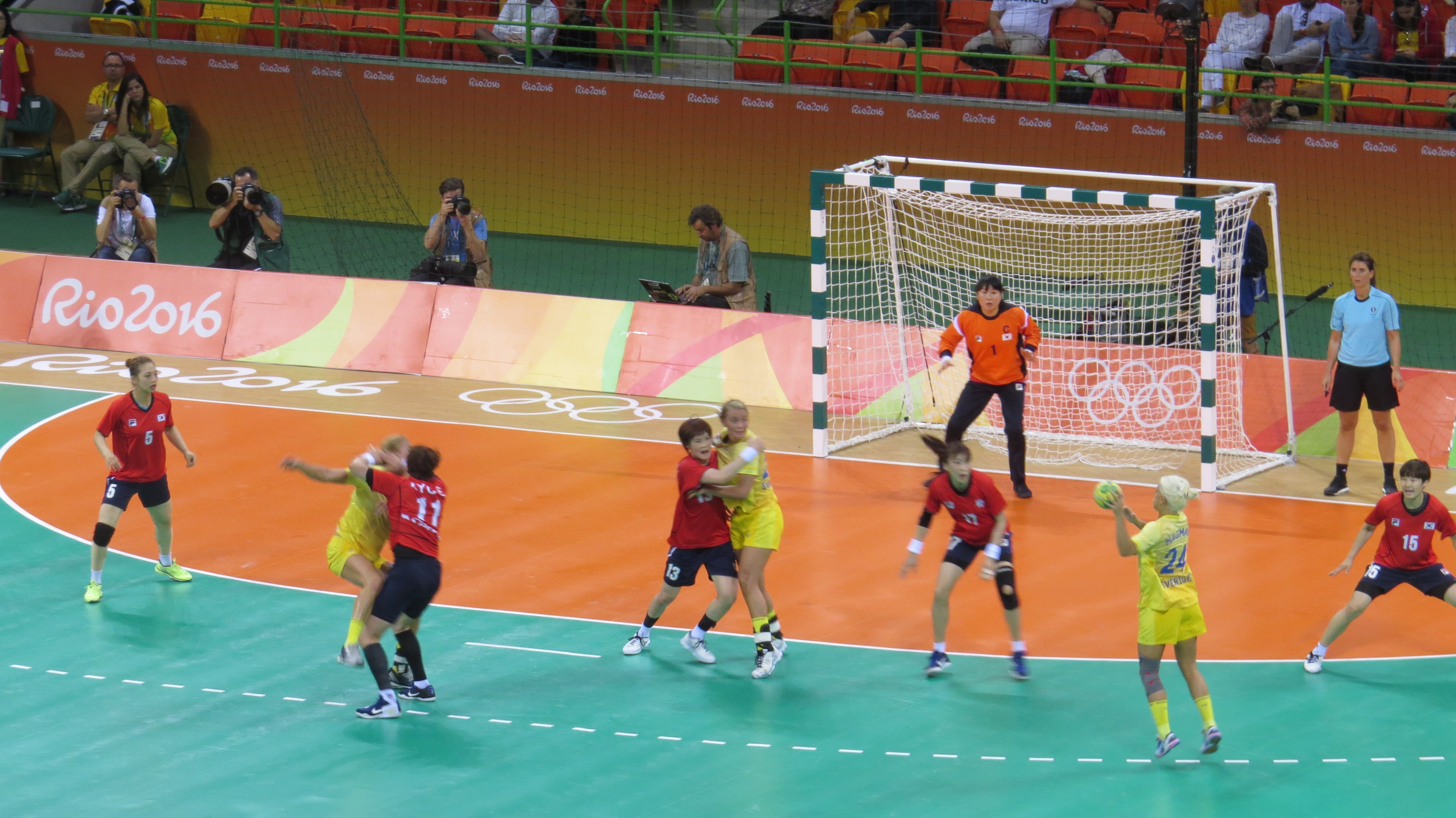
Action lors du match entre la Suède et la Corée du Sud.

Dans le tournoi masculin, malgré une défaite lors de son premier match face au Qatar, vice-champion du monde en titre, la Croatie remporte le groupe A grâce à des victoires probantes face à deux favoris de la compétition, le Danemark et la France. Cette dernière s'est imposé 33-30 face aux Danois lors du dernier de poule pour s'adjuger la deuxième place. Le Qatar n'a en revanche pas confirmé sa victoire initiale et a dû attendre de battre l'Argentine lors du dernier match pour obtenir la 4e et dernière place qualificative. Dans la seconde poule, l'Allemagne, qui vient de faire un retour fracassant en remportant l'Euro 2016 après 9 ans de disette depuis le controversé titre mondial remporté en 2007, confirme en terminant première de sa poule, à égalité de points avec la Slovénie. En terminant troisième de « son » tournoi, le Brésil se qualifie pour la première fois de son histoire en quart de finale olympique en compagnie de la Pologne. En revanche, la Suède n'est pas parvenue a reproduire l'exploit réalisé en 2012 et termine dernière du groupe.
En quarts de finale, les trois premiers matchs sont conformes à la hiérarchie avec les victoires de la France face au Brésil (34-27 grâce à un décisif 7-1 en milieu de seconde période alors que les deux équipes étaient à égalité 22-22), de l'Allemagne face à un Qatar décevant (34-22) et du Danemark face à la Slovénie (37-30). En revanche, le dernier match voit les Polonais, médaillés de bronze au Mondial 2015, renverser les Croates qui ratent pour la première fois l'accès aux demi-finales. Celles-ci sont conclues par deux matchs très serrés : grâce à un but exceptionnel de Daniel Narcisse à la dernière seconde, la France s'impose face à l'Allemagne 29 à 28 tandis que le Danemark doit passer par une prolongation pour écarter la Pologne (29-28). En finale, les Français font figure de favori : ils ont battu les Danois en phase de poule et lors de leurs deux dernières oppositions en finale (au Championnat du monde 2011 puis au Championnat d'Europe 2014), ils postulent à un troisième titre olympique consécutif et ils ont remporté leurs dix dernières finales internationales. Mais les Danois et un Mikkel Hansen intenable (8 buts) ont balayé les espoirs français : menant de deux buts à la mi-temps, le Danemark porte son avance à 5 buts à dix minutes du terme. Si les Français parviennent à recoller à un but (26-25, 57e minute), c'est bien le Danemark qui s'impose 28 à 26 et remporte son premier titre olympique. La France concède ainsi sa première défaite en finale depuis sa première finale au Championnat du monde 1993 : Daniel Narcisse et Thierry Omeyer ne rejoignent donc pas Andreï Lavrov qui reste alors toujours le seul triple champion olympique de handball. Enfin, dans un match pour la troisième place globalement maîtrisé, l'Allemagne s'adjuge la médaille de bronze aux dépens de la Pologne.
Dans le tournoi féminin, le match inaugural voit la victoire à domicile du Brésil face à la Norvège, double championne olympique et championne du monde en titre. Ces deux équipes terminent premières ex-æquo du Groupe A devant l'Espagne et l'Angola. En revanche, malgré la présence d'une Cristina Neagu qui sera élue pour la troisième fois meilleure handballeuse mondiale de l'année 2016, la Roumanie est éliminée en compagnie du Monténégro qui ne sera pas parvenue a reproduire l'exploit réalisé en 2012. Dans le Groupe B, la Russie termine invaincue après une courte victoire (26-25) face à la France qui se classe deuxième devant la Suède et les Pays-Bas. Mais la Corée du Sud, qui n'a jamais fait moins bien qu'une 4e place depuis 1984, est éliminée dès la phase de poule.
En quarts de finale, les Brésiliennes craquent face aux Néerlandaises qui s'imposent nettement 32 à 23. Face à l'Espagne, la France est dominée (12-5 à la mi-temps, 21-16 à la 51e minute, 23-20 à la 58e minute) mais parvient à arracher la prolongation qu'elle remporte 5 à 4. Les deux autres quarts de finale sont sans surprises avec la large victoire de la Norvège sur la Suède (33-20) et la maîtrise de la Russie face à l'Angola (31-27). Comme chez les hommes, les deux demi-finales sont beaucoup plus serrées : la France s'impose d'un but 24 à 23 face aux Pays-Bas tandis qu'une prolongation est nécessaire pour voir la Russie écarter la Norvège (38-37ap). Celle-ci se rattrape néanmoins en dominant nettement les Pays-Bas 36 à 26 pour remporter la médaille de bronze et permettre ainsi à Marit Malm Frafjord, Kari Aalvik Grimsbø, Katrine Lunde et Linn-Kristin Riegelhuth Koren de rejoindre les Soviétiques Larissa Karlova et Zinaïda Tourtchina au palmarès des joueuses les plus titrées. En finale, la Russie remporte son troisième titre olympique (en comptant ceux remportés sous l'égide de l'URSS en 1976 et 1980) en prenant le meilleur sur la France 22 à 19.

### Tokyo 2020: la pandémie et le doublé français
|                                     | Hommes   | Femmes       |
| ----------------------------------- | -------- | ------------ |
| Médaille d'or, Jeux olympiques      | France   | France       |
| Médaille d'argent, Jeux olympiques  | Danemark | Russie (ROC) |
| Médaille de bronze, Jeux olympiques | Espagne  | Norvège      |

Comme l'ensemble des Jeux olympiques, les tournois de handball, initialement prévus en juillet et août 2020, ont été reportés d'un an à cause de la pandémie de Covid-19.
Pour la troisième fois après l'URSS en 1976 puis la Yougoslavie en 1984, les équipes de France masculine et féminine réalisent le doublé en remportant les tournois masculin et féminin. Les deux équipes ont pris leur revanche par rapport à 2016 en s'imposant face aux tenants du titre, respectivement les Danois (25-23) et les Russes (30-25). L'Espagne chez les hommes et la Norvège chez les femmes complètent le podium.
Cette édition a également permis de remodeler les bilans individuels :  les Français Luc Abalo, Michaël Guigou et Nikola Karabatic sont ainsi les plus titrés avec trois titres olympiques (2008, 2012, 2020) et une médaille d'argent en 2016. Chez les femmes, la seconde médaille de bronze remportée par les Norvégiennes Marit Malm Frafjord et Katrine Lunde en plus du doublé en 2008 et 2012 leur permet de devenir les joueuses les plus médaillées.

### Paris 2024: les Scandinaves plutôt que la France
|                                     | Hommes    | Femmes   |
| ----------------------------------- | --------- | -------- |
| Médaille d'or, Jeux olympiques      | Danemark  | Norvège  |
| Médaille d'argent, Jeux olympiques  | Allemagne | France   |
| Médaille de bronze, Jeux olympiques | Espagne   | Danemark |

Dans le tournoi féminin, la Norvège remporte son troisième titre olympique après avoir dû se contenter de la médaille de bronze lors des deux éditions précédentes. À 44 ans, la gardienne de but norvégienne Katrine Lunde est élue meilleure joueuse et devient la première joueuse à remporter trois médailles d'or olympiques. Pour les Françaises, championnes olympiques et du monde en titres, le fait de jouer à domicile n'a pas suffi pour renverser les Norvégiennes lors de leur troisième finale consécutive. Enfin, le match pour la troisième place a vu le Danemark s'imposer face à une autre équipe scandinave, la Suède
Chez les hommes, le Danemark, porté par un Mathias Gidsel meilleur buteur et élu meilleur joueur, s'impose en finale face à l'Allemagne qui atteint à cette occasion sa première finale internationale depuis le Championnat du monde 2007 remporté à domicile. L'Espagne glane elle sa cinquième médaille olympique — toutes en bronze ! — aux dépens de la Slovénie. Pour la dernière compétition de Nikola Karabatic, la France, tenante du titre et favori à domicile après sa victoire à l'Euro 2024, rate sa compétition et est éliminée dès les quarts de finale.

## Palmarès

### Hommes
| Édition | Ville  | Médaille d'or, Jeux olympiques | Médaille d'argent, Jeux olympiques | Médaille de bronze, Jeux olympiques |
| ------- | ------ | ------------------------------ | ---------------------------------- | ----------------------------------- |
| 1936    | Berlin | Allemagne                      | Autriche                           | Suisse                              |

Cette édition est la seule à s'être disputée à 11 joueurs et en plein air. Elle ne figure pas dans les statistiques du tournoi à 7.
| Édition | Ville          | Médaille d'or, Jeux olympiques | Médaille d'argent, Jeux olympiques | Médaille de bronze, Jeux olympiques |
| ------- | -------------- | ------------------------------ | ---------------------------------- | ----------------------------------- |
| 1972    | Munich         | Yougoslavie                    | Tchécoslovaquie                    | Roumanie                            |
| 1976    | Montréal       | Union soviétique               | Roumanie                           | Pologne                             |
| 1980    | Moscou         | Allemagne de l'Est             | Union soviétique                   | Roumanie                            |
| 1984    | Los Angeles    | Yougoslavie                    | Allemagne de l'Ouest               | Roumanie                            |
| 1988    | Séoul          | Union soviétique               | Corée du Sud                       | Yougoslavie                         |
| 1992    | Barcelone      | Équipe unifiée                 | Suède                              | France                              |
| 1996    | Atlanta        | Croatie                        | Suède                              | Espagne                             |
| 2000    | Sydney         | Russie                         | Suède                              | Espagne                             |
| 2004    | Athènes        | Croatie                        | Allemagne                          | Russie                              |
| 2008    | Pékin          | France                         | Islande                            | Espagne                             |
| 2012    | Londres        | France                         | Suède                              | Croatie                             |
| 2016    | Rio de Janeiro | Danemark                       | France                             | Allemagne                           |
| 2020    | Tokyo          | France                         | Danemark                           | Espagne                             |
| 2024    | Paris          | Danemark                       | Allemagne                          | Espagne                             |
| 2028    | Los Angeles    | Édition future                 | Édition future                     | Édition future                      |

### Femmes
| Édition | Ville          | Médaille d'or, Jeux olympiques | Médaille d'argent, Jeux olympiques | Médaille de bronze, Jeux olympiques |
| ------- | -------------- | ------------------------------ | ---------------------------------- | ----------------------------------- |
| 1976    | Montréal       | Union soviétique               | Allemagne de l'Est                 | Hongrie                             |
| 1980    | Moscou         | Union soviétique               | Yougoslavie                        | Allemagne de l'Est                  |
| 1984    | Los Angeles    | Yougoslavie                    | Corée du Sud                       | Chine                               |
| 1988    | Séoul          | Corée du Sud                   | Norvège                            | Union soviétique                    |
| 1992    | Barcelone      | Corée du Sud                   | Norvège                            | Équipe unifiée                      |
| 1996    | Atlanta        | Danemark                       | Corée du Sud                       | Hongrie                             |
| 2000    | Sydney         | Danemark                       | Hongrie                            | Norvège                             |
| 2004    | Athènes        | Danemark                       | Corée du Sud                       | Ukraine                             |
| 2008    | Pékin          | Norvège                        | Russie                             | Corée du Sud                        |
| 2012    | Londres        | Norvège                        | Monténégro                         | Espagne                             |
| 2016    | Rio de Janeiro | Russie                         | France                             | Norvège                             |
| 2020    | Tokyo          | France                         | Russie (ROC)                       | Norvège                             |
| 2024    | Paris          | Norvège                        | France                             | Danemark                            |
| 2028    | Los Angeles    | Édition future                 | Édition future                     | Édition future                      |

## Bilans

### Tableaux des médailles
Le tableau ci-dessous présente le bilan, par nations, des médailles obtenues au handball lors des Jeux olympiques d'été, de 1972 à 2024. Ce palmarès n'inclut pas les Jeux olympiques de 1936 qui se sont déroulés à onze joueurs et en plein air. Le rang est obtenu par le décompte des médailles d'or, puis en cas d'ex æquo, des médailles d'argent, puis de bronze.
Selon le classement donné par la Fédération internationale de handball, la Russie a conservé le palmarès acquis par l'URSS (jusqu'en 1988) et par l'équipe unifiée en 1992 et l'Allemagne réunifiée (depuis 1992) celui de l'Allemagne de l'Ouest, l'Allemagne de l'Est.
| Rang  | Nation          | Médaille d'or, Jeux olympiques | Médaille d'argent, Jeux olympiques | Médaille de bronze, Jeux olympiques | Total | Der. |
| ----- | --------------- | ------------------------------ | ---------------------------------- | ----------------------------------- | ----- | ---- |
| 1     | Russie ( / )    | 7                              | 3                                  | 3                                   | 13    | 2020 |
| 2     | Danemark        | 5                              | 1                                  | 1                                   | 7     | 2024 |
| 3     | France          | 4                              | 3                                  | 1                                   | 8     | 2024 |
| 4     | Norvège         | 3                              | 2                                  | 3                                   | 8     | 2024 |
| 5     | Yougoslavie     | 3                              | 1                                  | 1                                   | 5     | 1988 |
| 6     | Corée du Sud    | 2                              | 4                                  | 1                                   | 7     | 2008 |
| 7     | Croatie         | 2                              | 0                                  | 1                                   | 3     | 2012 |
| 8     | Allemagne ( / ) | 1                              | 4                                  | 2                                   | 7     | 2024 |
| 9     | Suède           | 0                              | 4                                  | 0                                   | 4     | 2012 |
| 10    | Roumanie ()     | 0                              | 1                                  | 3                                   | 4     | 1984 |
| 11    | Hongrie         | 0                              | 1                                  | 2                                   | 3     | 2000 |
| 12    | Tchéquie ()     | 0                              | 1                                  | 0                                   | 1     | 1972 |
| 12    | Islande         | 0                              | 1                                  | 0                                   | 1     | 2008 |
| 12    | Monténégro      | 0                              | 1                                  | 0                                   | 1     | 2012 |
| 15    | Espagne         | 0                              | 0                                  | 6                                   | 6     | 2024 |
| 16    | Pologne         | 0                              | 0                                  | 1                                   | 1     | 1976 |
| 16    | Chine           | 0                              | 0                                  | 1                                   | 1     | 1984 |
| 16    | Ukraine         | 0                              | 0                                  | 1                                   | 1     | 2004 |
| Total | Total           | 27                             | 27                                 | 27                                  | 81    | 2024 |

| Rang  | Nation          | Médaille d'or, Jeux olympiques | Médaille d'argent, Jeux olympiques | Médaille de bronze, Jeux olympiques | Total | Der. |
| ----- | --------------- | ------------------------------ | ---------------------------------- | ----------------------------------- | ----- | ---- |
| 1     | Russie ( / )    | 4                              | 1                                  | 1                                   | 6     | 2004 |
| 2     | France          | 3                              | 1                                  | 1                                   | 5     | 2020 |
| 3     | Danemark        | 2                              | 1                                  | 0                                   | 3     | 2024 |
| 4     | Croatie         | 2                              | 0                                  | 1                                   | 3     | 2012 |
| 4     | Yougoslavie     | 2                              | 0                                  | 1                                   | 3     | 1988 |
| 6     | Allemagne ( / ) | 1                              | 3                                  | 1                                   | 5     | 2024 |
| 7     | Suède           | 0                              | 4                                  | 0                                   | 4     | 2012 |
| 8     | Roumanie ()     | 0                              | 1                                  | 3                                   | 4     | 1984 |
| 9     | Islande         | 0                              | 1                                  | 0                                   | 1     | 2008 |
| 9     | Corée du Sud    | 0                              | 1                                  | 0                                   | 1     | 1988 |
| 9     | Tchéquie ()     | 0                              | 1                                  | 0                                   | 1     | 1972 |
| 12    | Espagne         | 0                              | 0                                  | 5                                   | 5     | 2024 |
| 13    | Pologne         | 0                              | 0                                  | 1                                   | 1     | 1976 |
| Total | Total           | 14                             | 14                                 | 14                                  | 42    | 2024 |

| Rang  | Nation          | Médaille d'or, Jeux olympiques | Médaille d'argent, Jeux olympiques | Médaille de bronze, Jeux olympiques | Total | Der. |
| ----- | --------------- | ------------------------------ | ---------------------------------- | ----------------------------------- | ----- | ---- |
| 1     | Norvège         | 3                              | 2                                  | 3                                   | 8     | 2024 |
| 2     | Russie ( / )    | 3                              | 2                                  | 2                                   | 7     | 2020 |
| 3     | Danemark        | 3                              | 0                                  | 1                                   | 4     | 2024 |
| 4     | Corée du Sud    | 2                              | 3                                  | 1                                   | 6     | 2008 |
| 5     | France          | 1                              | 2                                  | 0                                   | 3     | 2024 |
| 6     | Yougoslavie     | 1                              | 1                                  | 0                                   | 2     | 1984 |
| 7     | Hongrie         | 0                              | 1                                  | 2                                   | 3     | 2000 |
| 8     | Allemagne ( / ) | 0                              | 1                                  | 1                                   | 2     | 1980 |
| 9     | Monténégro      | 0                              | 1                                  | 0                                   | 1     | 2012 |
| 10    | Chine           | 0                              | 0                                  | 1                                   | 1     | 1984 |
| 10    | Espagne         | 0                              | 0                                  | 1                                   | 1     | 2012 |
| 10    | Ukraine         | 0                              | 0                                  | 1                                   | 1     | 2004 |
| Total | Total           | 13                             | 13                                 | 13                                  | 39    | 2024 |

### Bilan par nation
Les nations sont classées de la manière suivante :
1. nombre de participation ;
2. meilleur(s) classement(s) et le cas échéant, nombre de fois où le(s) classement(s) a été obtenu ;
3. année d'obtention du meilleur résultat.

| Nation                              | Part. | 72                                  | 76                                  | 80                                  | 84                                  | 88                                  | 92                                  | 96                                                      | 00                                                      | 04                                                      | 08                                                      | 12                                                      | 16                                                      | 20                                                      | 24                                                      |
| ----------------------------------- | ----- | ----------------------------------- | ----------------------------------- | ----------------------------------- | ----------------------------------- | ----------------------------------- | ----------------------------------- | ------------------------------------------------------- | ------------------------------------------------------- | ------------------------------------------------------- | ------------------------------------------------------- | ------------------------------------------------------- | ------------------------------------------------------- | ------------------------------------------------------- | ------------------------------------------------------- |
| / Espagne                           | 12    | 15                                  | -                                   | 5                                   | 8                                   | 9                                   | 5                                   | Médaille de bronze, Jeux olympiques                     | Médaille de bronze, Jeux olympiques                     | 7                                                       | Médaille de bronze, Jeux olympiques                     | 7                                                       | -                                                       | Médaille de bronze, Jeux olympiques                     | Médaille de bronze, Jeux olympiques                     |
| Allemagne                           | 11    | 6                                   | 4                                   | boycott                             | Médaille d'argent, Jeux olympiques  | -                                   | 10                                  | 7                                                       | 5                                                       | Médaille d'argent, Jeux olympiques                      | 9                                                       | -                                                       | Médaille de bronze, Jeux olympiques                     | 6                                                       | Médaille d'argent, Jeux olympiques                      |
| Suède                               | 10    | 7                                   | -                                   | -                                   | 5                                   | 5                                   | Médaille d'argent, Jeux olympiques  | Médaille d'argent, Jeux olympiques                      | Médaille d'argent, Jeux olympiques                      | -                                                       | -                                                       | Médaille d'argent, Jeux olympiques                      | 11                                                      | 5                                                       | 7                                                       |
| URSS/ Équipe unifiée/ Russie        | 9     | 5                                   | Médaille d'or, Jeux olympiques      | Médaille d'argent, Jeux olympiques  | boycott                             | Médaille d'or, Jeux olympiques      | Médaille d'or, Jeux olympiques      | 5                                                       | Médaille d'or, Jeux olympiques                          | Médaille de bronze, Jeux olympiques                     | 6                                                       | -                                                       | -                                                       | -                                                       | -                                                       |
| France                              | 9     | -                                   | -                                   | -                                   | -                                   | -                                   | Médaille de bronze, Jeux olympiques | 4                                                       | 6                                                       | 5                                                       | Médaille d'or, Jeux olympiques                          | Médaille d'or, Jeux olympiques                          | Médaille d'argent, Jeux olympiques                      | Médaille d'or, Jeux olympiques                          | 8                                                       |
| Danemark                            | 9     | 13                                  | 8                                   | 9                                   | 4                                   | -                                   | -                                   | -                                                       | -                                                       | -                                                       | 7                                                       | 6                                                       | Médaille d'or, Jeux olympiques                          | Médaille d'argent, Jeux olympiques                      | Médaille d'or, Jeux olympiques                          |
| Hongrie                             | 8     | 8                                   | 6                                   | 4                                   | boycott                             | 4                                   | 7                                   | -                                                       | -                                                       | 4                                                       | -                                                       | 4                                                       | -                                                       | -                                                       | 10                                                      |
| Égypte                              | 8     | -                                   | -                                   | -                                   | -                                   | -                                   | 11                                  | 6                                                       | 7                                                       | 12                                                      | 11                                                      | -                                                       | 9                                                       | 4                                                       | 5                                                       |
| Yougoslavie/ RF Yougoslavie/ Serbie | 7     | Médaille d'or, Jeux olympiques      | 5                                   | 6                                   | Médaille d'or, Jeux olympiques      | Médaille de bronze, Jeux olympiques | disq.                               | -                                                       | 4                                                       | -                                                       | -                                                       | 9                                                       | -                                                       | -                                                       | -                                                       |
| Islande                             | 7     | 12                                  | -                                   | -                                   | 6                                   | 8                                   | 4                                   | -                                                       | -                                                       | 9                                                       | Médaille d'argent, Jeux olympiques                      | 5                                                       | -                                                       | -                                                       | -                                                       |
| Corée du Sud                        | 7     | -                                   | -                                   | -                                   | 11                                  | Médaille d'argent, Jeux olympiques  | 6                                   | -                                                       | 9                                                       | 8                                                       | 8                                                       | 11                                                      | -                                                       | -                                                       | -                                                       |
| Croatie                             | 6     | Membre de la Yougoslavie            | Membre de la Yougoslavie            | Membre de la Yougoslavie            | Membre de la Yougoslavie            | Membre de la Yougoslavie            | Membre de la Yougoslavie            | Médaille d'or, Jeux olympiques                          | -                                                       | Médaille d'or, Jeux olympiques                          | 4                                                       | Médaille de bronze, Jeux olympiques                     | 5                                                       | -                                                       | 9                                                       |
| Brésil                              | 6     | -                                   | -                                   | -                                   | -                                   | -                                   | 12                                  | 11                                                      | -                                                       | 10                                                      | 10                                                      | -                                                       | 7                                                       | 10                                                      | -                                                       |
| Japon                               | 6     | 11                                  | 9                                   | boycott                             | 10                                  | 11                                  | -                                   | -                                                       | -                                                       | -                                                       | -                                                       | -                                                       | -                                                       | 11                                                      | 11                                                      |
| / Roumanie                          | 5     | Médaille de bronze, Jeux olympiques | Médaille d'argent, Jeux olympiques  | Médaille de bronze, Jeux olympiques | Médaille de bronze, Jeux olympiques | -                                   | 8                                   | -                                                       | -                                                       | -                                                       | -                                                       | -                                                       | -                                                       | -                                                       | -                                                       |
| Pologne                             | 5     | 10                                  | Médaille de bronze, Jeux olympiques | 7                                   | boycott                             | -                                   | -                                   | -                                                       | -                                                       | -                                                       | 5                                                       | -                                                       | 4                                                       | -                                                       | -                                                       |
| Tunisie                             | 5     | 16                                  | forfait                             | boycott                             | -                                   | -                                   | -                                   | -                                                       | 10                                                      | -                                                       | -                                                       | 8                                                       | 12                                                      | -                                                       | -                                                       |
| États-Unis                          | 5     | 14                                  | 10                                  | -                                   | 9                                   | 12                                  | -                                   | 9                                                       | -                                                       | -                                                       | -                                                       | -                                                       | -                                                       | -                                                       | -                                                       |
| Tchécoslovaquie                     | 4     | Médaille d'argent, Jeux olympiques  | 7                                   | -                                   | boycott                             | 6                                   | 9                                   | Nation disparue (héritière : Tchéquie, aucune part. JO) | Nation disparue (héritière : Tchéquie, aucune part. JO) | Nation disparue (héritière : Tchéquie, aucune part. JO) | Nation disparue (héritière : Tchéquie, aucune part. JO) | Nation disparue (héritière : Tchéquie, aucune part. JO) | Nation disparue (héritière : Tchéquie, aucune part. JO) | Nation disparue (héritière : Tchéquie, aucune part. JO) | Nation disparue (héritière : Tchéquie, aucune part. JO) |
| Slovénie                            | 4     | Membre de la Yougoslavie            | Membre de la Yougoslavie            | Membre de la Yougoslavie            | Membre de la Yougoslavie            | Membre de la Yougoslavie            | Membre de la Yougoslavie            | -                                                       | 8                                                       | 11                                                      | -                                                       | -                                                       | 6                                                       | -                                                       | 4                                                       |
| Algérie                             | 4     | -                                   | -                                   | 10                                  | 12                                  | 10                                  | -                                   | 10                                                      | -                                                       | -                                                       | -                                                       | -                                                       | -                                                       | -                                                       | -                                                       |
| Argentine                           | 4     | -                                   | -                                   | -                                   | -                                   | -                                   | -                                   | -                                                       | -                                                       | -                                                       | -                                                       | 10                                                      | 10                                                      | 12                                                      | 12                                                      |
| Allemagne de l'Est                  | 3     | 4                                   | -                                   | Médaille d'or, Jeux olympiques      | boycott                             | 7                                   | Nation disparue                     | Nation disparue                                         | Nation disparue                                         | Nation disparue                                         | Nation disparue                                         | Nation disparue                                         | Nation disparue                                         | Nation disparue                                         | Nation disparue                                         |
| Norvège                             | 3     | 9                                   | -                                   | -                                   | -                                   | -                                   | -                                   | -                                                       | -                                                       | -                                                       | -                                                       | -                                                       | -                                                       | 7                                                       | 6                                                       |
| Suisse                              | 3     | -                                   | -                                   | 8                                   | 7                                   | -                                   | -                                   | 8                                                       | -                                                       | -                                                       | -                                                       | -                                                       | -                                                       | -                                                       | -                                                       |
| Cuba                                | 2     | -                                   | -                                   | 11                                  | boycott                             | -                                   | forfait                             | forfait                                                 | 11                                                      | -                                                       | -                                                       | -                                                       | -                                                       | -                                                       | -                                                       |
| Koweït                              | 2     | -                                   | -                                   | 12                                  | -                                   | -                                   | -                                   | 12                                                      | -                                                       | -                                                       | -                                                       | -                                                       | -                                                       | -                                                       | -                                                       |
| Grèce                               | 1     | -                                   | -                                   | -                                   | -                                   | -                                   | -                                   | -                                                       | -                                                       | 6                                                       | -                                                       | -                                                       | -                                                       | -                                                       | -                                                       |
| Qatar                               | 1     | -                                   | -                                   | -                                   | -                                   | -                                   | -                                   | -                                                       | -                                                       | -                                                       | -                                                       | -                                                       | 8                                                       | -                                                       | -                                                       |
| Bahreïn                             | 1     | -                                   | -                                   | -                                   | -                                   | -                                   | -                                   | -                                                       | -                                                       | -                                                       | -                                                       | -                                                       | -                                                       | 8                                                       | -                                                       |
| Portugal                            | 1     | -                                   | -                                   | -                                   | -                                   | -                                   | -                                   | -                                                       | -                                                       | -                                                       | -                                                       | -                                                       | -                                                       | 9                                                       | -                                                       |
| Canada                              | 1     | -                                   | 11                                  | -                                   | -                                   | -                                   | -                                   | -                                                       | -                                                       | -                                                       | -                                                       | -                                                       | -                                                       | -                                                       | -                                                       |
| Australie                           | 1     | -                                   | -                                   | -                                   | -                                   | -                                   | -                                   | -                                                       | 12                                                      | -                                                       | -                                                       | -                                                       | -                                                       | -                                                       | -                                                       |
| Chine                               | 1     | -                                   | -                                   | -                                   | -                                   | -                                   | -                                   | -                                                       | -                                                       | -                                                       | 12                                                      | -                                                       | -                                                       | -                                                       | -                                                       |
| Grande-Bretagne                     | 1     | -                                   | -                                   | -                                   | -                                   | -                                   | -                                   | -                                                       | -                                                       | -                                                       | -                                                       | 12                                                      | -                                                       | -                                                       | -                                                       |
| Participants                        | 35    | 16                                  | 12                                  | 12                                  | 12                                  | 12                                  | 12                                  | 12                                                      | 12                                                      | 12                                                      | 12                                                      | 12                                                      | 12                                                      | 12                                                      | 12                                                      |

- Légende :    — Pays hôte ; boycott/disq. : pays qualifié mais boycottant ou disqualifié ; Q : Pays qualifié.

| Nation                              | Part. | 76                                  | 80                                  | 84                                  | 88                                  | 92                                  | 96                                                      | 00                                                      | 04                                                      | 08                                                      | 12                                                      | 16                                                      | 20                                                      | 24                                                      |
| ----------------------------------- | ----- | ----------------------------------- | ----------------------------------- | ----------------------------------- | ----------------------------------- | ----------------------------------- | ------------------------------------------------------- | ------------------------------------------------------- | ------------------------------------------------------- | ------------------------------------------------------- | ------------------------------------------------------- | ------------------------------------------------------- | ------------------------------------------------------- | ------------------------------------------------------- |
| Corée du Sud                        | 11    | -                                   | boycott                             | Médaille d'argent, Jeux olympiques  | Médaille d'or, Jeux olympiques      | Médaille d'or, Jeux olympiques      | Médaille d'argent, Jeux olympiques                      | 4                                                       | Médaille d'argent, Jeux olympiques                      | 4                                                       | 4                                                       | 10                                                      | 8                                                       | 10                                                      |
| Norvège                             | 9     | -                                   | -                                   | -                                   | Médaille d'argent, Jeux olympiques  | Médaille d'argent, Jeux olympiques  | 4                                                       | Médaille de bronze, Jeux olympiques                     | -                                                       | Médaille d'or, Jeux olympiques                          | Médaille d'or, Jeux olympiques                          | Médaille de bronze, Jeux olympiques                     | Médaille de bronze, Jeux olympiques                     | Médaille d'or, Jeux olympiques                          |
| URSS/ Équipe unifiée/ Russie/       | 8     | Médaille d'or, Jeux olympiques      | Médaille d'or, Jeux olympiques      | boycott                             | Médaille de bronze, Jeux olympiques | Médaille de bronze, Jeux olympiques | -                                                       | -                                                       | -                                                       | Médaille d'argent, Jeux olympiques                      | 8                                                       | Médaille d'or, Jeux olympiques                          | Médaille d'argent, Jeux olympiques                      | -                                                       |
| Angola                              | 8     | -                                   | -                                   | -                                   | -                                   | -                                   | 7                                                       | 9                                                       | 9                                                       | 12                                                      | 10                                                      | 8                                                       | 10                                                      | 9                                                       |
| Hongrie                             | 8     | Médaille de bronze, Jeux olympiques | 4                                   | boycott                             | -                                   | -                                   | Médaille de bronze, Jeux olympiques                     | Médaille d'argent, Jeux olympiques                      | 5                                                       | Médaille de bronze, Jeux olympiques                     | -                                                       | -                                                       | 7                                                       | 6                                                       |
| France                              | 7     | -                                   | -                                   | -                                   | -                                   | -                                   | -                                                       | 6                                                       | 4                                                       | 5                                                       | 5                                                       | Médaille d'argent, Jeux olympiques                      | Médaille d'or, Jeux olympiques                          | Médaille d'argent, Jeux olympiques                      |
| Brésil                              | 7     | -                                   | -                                   | -                                   | -                                   | -                                   | -                                                       | 8                                                       | 7                                                       | 9                                                       | 6                                                       | 5                                                       | 11                                                      | 7                                                       |
| Espagne                             | 6     | -                                   | -                                   | -                                   | -                                   | 7                                   | -                                                       | -                                                       | 6                                                       | -                                                       | Médaille de bronze, Jeux olympiques                     | 6                                                       | 9                                                       | 12                                                      |
| Danemark                            | 5     | -                                   | -                                   | -                                   | -                                   | -                                   | Médaille d'or, Jeux olympiques                          | Médaille d'or, Jeux olympiques                          | Médaille d'or, Jeux olympiques                          | -                                                       | 9                                                       | -                                                       | -                                                       | Médaille de bronze, Jeux olympiques                     |
| Chine                               | 5     | -                                   | -                                   | Médaille de bronze, Jeux olympiques | 6                                   | -                                   | 5                                                       | -                                                       | 8                                                       | 6                                                       | -                                                       | -                                                       | -                                                       | -                                                       |
| Allemagne                           | 5     | -                                   | -                                   | 4                                   | -                                   | 4                                   | 6                                                       | -                                                       | -                                                       | 11                                                      | -                                                       | -                                                       | -                                                       | 8                                                       |
| Suède                               | 5     | -                                   | -                                   | -                                   | -                                   | -                                   | -                                                       | -                                                       | -                                                       | 8                                                       | 11                                                      | 7                                                       | 4                                                       | 4                                                       |
| / Roumanie                          | 4     | 4                                   | -                                   | -                                   | -                                   | -                                   | -                                                       | 7                                                       | -                                                       | 7                                                       | -                                                       | 9                                                       | -                                                       | -                                                       |
| États-Unis                          | 4     | -                                   | -                                   | 5                                   | 7                                   | 6                                   | 8                                                       | -                                                       | -                                                       | -                                                       | -                                                       | -                                                       | -                                                       | -                                                       |
| Yougoslavie/ RF Yougoslavie/ Serbie | 3     | -                                   | Médaille d'argent, Jeux olympiques  | Médaille d'or, Jeux olympiques      | 4                                   | disq.                               | -                                                       | -                                                       | -                                                       | -                                                       | -                                                       | -                                                       | -                                                       | -                                                       |
| Monténégro                          | 3     | -                                   | -                                   | -                                   | -                                   | -                                   | -                                                       | -                                                       | -                                                       | -                                                       | Médaille d'argent, Jeux olympiques                      | 11                                                      | 6                                                       | -                                                       |
| Pays-Bas                            | 3     | -                                   | -                                   | -                                   | -                                   | -                                   | -                                                       | -                                                       | -                                                       | -                                                       | -                                                       | 4                                                       | 5                                                       | 5                                                       |
| Autriche                            | 3     | -                                   | -                                   | 6                                   | -                                   | 5                                   | -                                                       | 5                                                       | -                                                       | -                                                       | -                                                       | -                                                       | -                                                       | -                                                       |
| Allemagne de l'Est                  | 2     | Médaille d'argent, Jeux olympiques  | Médaille de bronze, Jeux olympiques | boycott                             | -                                   | Nation disparue                     | Nation disparue                                         | Nation disparue                                         | Nation disparue                                         | Nation disparue                                         | Nation disparue                                         | Nation disparue                                         | Nation disparue                                         | Nation disparue                                         |
| Tchécoslovaquie                     | 2     | -                                   | 5                                   | -                                   | 5                                   | -                                   | Nation disparue (héritière : Tchéquie, aucune part. JO) | Nation disparue (héritière : Tchéquie, aucune part. JO) | Nation disparue (héritière : Tchéquie, aucune part. JO) | Nation disparue (héritière : Tchéquie, aucune part. JO) | Nation disparue (héritière : Tchéquie, aucune part. JO) | Nation disparue (héritière : Tchéquie, aucune part. JO) | Nation disparue (héritière : Tchéquie, aucune part. JO) | Nation disparue (héritière : Tchéquie, aucune part. JO) |
| Japon                               | 2     | 5                                   | -                                   | -                                   | -                                   | -                                   | -                                                       | -                                                       | -                                                       | -                                                       | -                                                       | -                                                       | 12                                                      | -                                                       |
| Ukraine                             | 1     | -                                   | -                                   | -                                   | -                                   | -                                   | -                                                       | -                                                       | Médaille de bronze, Jeux olympiques                     | -                                                       | -                                                       | -                                                       | -                                                       | -                                                       |
| Canada                              | 1     | 6                                   | -                                   | -                                   | -                                   | -                                   | -                                                       | -                                                       | -                                                       | -                                                       | -                                                       | -                                                       | -                                                       | -                                                       |
| Congo                               | 1     | -                                   | 6                                   | -                                   | -                                   | -                                   | -                                                       | -                                                       | -                                                       | -                                                       | -                                                       | -                                                       | -                                                       | -                                                       |
| Croatie                             | 1     | Membre de la Yougoslavie            | Membre de la Yougoslavie            | Membre de la Yougoslavie            | Membre de la Yougoslavie            | Membre de la Yougoslavie            | -                                                       | -                                                       | -                                                       | -                                                       | 7                                                       | -                                                       | -                                                       | -                                                       |
| Côte d'Ivoire                       | 1     | -                                   | -                                   | -                                   | 8                                   | -                                   | -                                                       | -                                                       | -                                                       | -                                                       | -                                                       | -                                                       | -                                                       | -                                                       |
| Nigeria                             | 1     | -                                   | -                                   | -                                   | -                                   | 8                                   | -                                                       | -                                                       | -                                                       | -                                                       | -                                                       | -                                                       | -                                                       | -                                                       |
| Australie                           | 1     | -                                   | -                                   | -                                   | -                                   | -                                   | -                                                       | 10                                                      | -                                                       | -                                                       | -                                                       | -                                                       | -                                                       | -                                                       |
| Grèce                               | 1     | -                                   | -                                   | -                                   | -                                   | -                                   | -                                                       | -                                                       | 10                                                      | -                                                       | -                                                       | -                                                       | -                                                       | -                                                       |
| Kazakhstan                          | 1     | Membre de l'URSS                    | Membre de l'URSS                    | Membre de l'URSS                    | Membre de l'URSS                    | Membre de l'URSS                    | -                                                       | -                                                       | -                                                       | 10                                                      | -                                                       | -                                                       | -                                                       | -                                                       |
| Slovénie                            | 1     | Membre de la Yougoslavie            | Membre de la Yougoslavie            | Membre de la Yougoslavie            | Membre de la Yougoslavie            | Membre de la Yougoslavie            | -                                                       | -                                                       | -                                                       | -                                                       | -                                                       | -                                                       | -                                                       | 11                                                      |
| Grande-Bretagne                     | 1     | -                                   | -                                   | -                                   | -                                   | -                                   | -                                                       | -                                                       | -                                                       | -                                                       | 12                                                      | -                                                       | -                                                       | -                                                       |
| Argentine                           | 1     | -                                   | -                                   | -                                   | -                                   | -                                   | -                                                       | -                                                       | -                                                       | -                                                       | -                                                       | 12                                                      | -                                                       | -                                                       |
| Participants                        | 33    | 6                                   | 6                                   | 6                                   | 8                                   | 8                                   | 8                                                       | 10                                                      | 10                                                      | 12                                                      | 12                                                      | 12                                                      | 12                                                      | 12                                                      |

- Légende :    — Pays hôte ; boycott/disq. : pays qualifié mais boycottant ou disqualifié ; Q : Pays qualifié.

## Personnalités liées au handball

### Bilans individuels
Dix-neuf joueurs ont été champions olympiques à au moins deux reprises :
| Rang    | Joueur                 | Nationalité      | Médailles                      | Médailles                          | Médailles                           | Années                         | Années                             | Années                              |
| Rang    | Joueur                 | Nationalité      | Médaille d'or, Jeux olympiques | Médaille d'argent, Jeux olympiques | Médaille de bronze, Jeux olympiques | Médaille d'or, Jeux olympiques | Médaille d'argent, Jeux olympiques | Médaille de bronze, Jeux olympiques |
| ------- | ---------------------- | ---------------- | ------------------------------ | ---------------------------------- | ----------------------------------- | ------------------------------ | ---------------------------------- | ----------------------------------- |
| 1       | Luc Abalo              | France           | 3                              | 1                                  | 0                                   | 2008, 2012, 2020               | 2016                               | -                                   |
| 1       | Michaël Guigou         | France           | 3                              | 1                                  | 0                                   | 2008, 2012, 2020               | 2016                               | -                                   |
| 1       | Nikola Karabatic       | France           | 3                              | 1                                  | 0                                   | 2008, 2012, 2020               | 2016                               | -                                   |
| 4       | Andreï Lavrov          | / Russie         | 3                              | 0                                  | 1                                   | 1988, 1992, 2000               | -                                  | 2004                                |
| 5       | Daniel Narcisse        | France           | 2                              | 1                                  | 0                                   | 2008, 2012                     | 2016                               | -                                   |
| 5       | Thierry Omeyer         | France           | 2                              | 1                                  | 0                                   | 2008, 2012                     | 2016                               | -                                   |
| 5       | Mikkel Hansen          | Danemark         | 2                              | 1                                  | 0                                   | 2016, 2024                     | 2020                               | -                                   |
| 5       | Niklas Landin Jacobsen | Danemark         | 2                              | 1                                  | 0                                   | 2016, 2024                     | 2020                               | -                                   |
| 5       | Henrik Møllgaard       | Danemark         | 2                              | 1                                  | 0                                   | 2016, 2024                     | 2020                               | -                                   |
| 10      | Alexandre Toutchkine   | / Russie         | 2                              | 0                                  | 1                                   | 1988, 2000                     | -                                  | 2004                                |
| 10      | Venio Losert           | Croatie          | 2                              | 0                                  | 1                                   | 1996, 2004                     | -                                  | 2012                                |
| 12 à 19 | Igor Tchoumak          | / Équipe unifiée | 2                              | 0                                  | 0                                   | 1988, 1992                     | -                                  | -                                   |
| 12 à 19 | Slavko Goluža          | Croatie          | 2                              | 0                                  | 0                                   | 1996, 2004                     | -                                  | -                                   |
| 12 à 19 | Valter Matošević       | Croatie          | 2                              | 0                                  | 0                                   | 1996, 2004                     | -                                  | -                                   |
| 12 à 19 | Didier Dinart          | France           | 2                              | 0                                  | 0                                   | 2008, 2012                     | -                                  | -                                   |
| 12 à 19 | Jérôme Fernandez       | France           | 2                              | 0                                  | 0                                   | 2008, 2012                     | -                                  | -                                   |
| 12 à 19 | Bertrand Gille         | France           | 2                              | 0                                  | 0                                   | 2008, 2012                     | -                                  | -                                   |
| 12 à 19 | Guillaume Gille        | France           | 2                              | 0                                  | 0                                   | 2008, 2012                     | -                                  | -                                   |
| 12 à 19 | Daouda Karaboué        | France           | 2                              | 0                                  | 0                                   | 2008, 2012                     | -                                  | -                                   |

Quatre joueurs ont remporté trois médailles d'or olympique : Andreï Lavrov (avec l'Union soviétique en 1988, l'Équipe unifiée en 1992 et enfin la Russie en 2000) a été rejoint en 2021 par les Français Luc Abalo, Michaël Guigou et Nikola Karabatic.
Par ailleurs, Nikola Karabatic est le seul joueur à avoir participé à six éditions des Jeux olympiques. Suivent Andreï Lavrov, Yoon Kyung-shin et Michaël Guigou avec cinq participations. Karabatic totalise également le plus grand nombre de matchs joués (45[réf. nécessaire]).
Vingt-neuf joueuses ont été championnes olympique à au moins deux reprises :
| Rang   | Joueuse                       | Nationalité      | Médailles                      | Médailles                          | Médailles                           | Années                         | Années                             | Années                              |
| Rang   | Joueuse                       | Nationalité      | Médaille d'or, Jeux olympiques | Médaille d'argent, Jeux olympiques | Médaille de bronze, Jeux olympiques | Médaille d'or, Jeux olympiques | Médaille d'argent, Jeux olympiques | Médaille de bronze, Jeux olympiques |
| ------ | ----------------------------- | ---------------- | ------------------------------ | ---------------------------------- | ----------------------------------- | ------------------------------ | ---------------------------------- | ----------------------------------- |
| 1      | Katrine Lunde                 | Norvège          | 3                              | 0                                  | 2                                   | 2008, 2012, 2024               | -                                  | 2016, 2020                          |
| 2      | Marit Malm Frafjord           | Norvège          | 2                              | 0                                  | 2                                   | 2008, 2012                     | -                                  | 2016, 2020                          |
| 2      | Camilla Herrem                | Norvège          | 2                              | 0                                  | 2                                   | 2012, 2024                     | -                                  | 2016, 2020                          |
| 4      | Larissa Karlova               | Union soviétique | 2                              | 0                                  | 1                                   | 1976, 1980                     | -                                  | 1988                                |
| 4      | Zinaïda Tourtchyna            | Union soviétique | 2                              | 0                                  | 1                                   | 1976, 1980                     | -                                  | 1988                                |
| 4      | Kari Aalvik Grimsbø           | Norvège          | 2                              | 0                                  | 1                                   | 2008, 2012                     | -                                  | 2016                                |
| 4      | Linn-Kristin Riegelhuth Koren | Norvège          | 2                              | 0                                  | 1                                   | 2008, 2012                     | -                                  | 2016                                |
| 8 à 29 | Lioubov Berejnaïa-Odinokova   | Union soviétique | 2                              | 0                                  | 0                                   | 1976, 1980                     | -                                  | -                                   |
| 8 à 29 | Lioudmyla Poradnyk            | Union soviétique | 2                              | 0                                  | 0                                   | 1976, 1980                     | -                                  | -                                   |
| 8 à 29 | Tetiana Kotcherhina           | Union soviétique | 2                              | 0                                  | 0                                   | 1976, 1980                     | -                                  | -                                   |
| 8 à 29 | Aldona Česaitytė-Nenėnienė    | Union soviétique | 2                              | 0                                  | 0                                   | 1976, 1980                     | -                                  | -                                   |
| 8 à 29 | Nataliya Tymochkina           | Union soviétique | 2                              | 0                                  | 0                                   | 1976, 1980                     | -                                  | -                                   |
| 8 à 29 | Camilla Andersen              | Danemark         | 2                              | 0                                  | 0                                   | 1996, 2000                     | -                                  | -                                   |
| 8 à 29 | Tina Bøttzau                  | Danemark         | 2                              | 0                                  | 0                                   | 1996, 2000                     | -                                  | -                                   |
| 8 à 29 | Anette Hoffmann               | Danemark         | 2                              | 0                                  | 0                                   | 1996, 2000                     | -                                  | -                                   |
| 8 à 29 | Tonje Kjærgaard               | Danemark         | 2                              | 0                                  | 0                                   | 1996, 2000                     | -                                  | -                                   |
| 8 à 29 | Janne Kolling                 | Danemark         | 2                              | 0                                  | 0                                   | 1996, 2000                     | -                                  | -                                   |
| 8 à 29 | Lene Rantala                  | Danemark         | 2                              | 0                                  | 0                                   | 1996, 2000                     | -                                  | -                                   |
| 8 à 29 | Karen Brødsgaard              | Danemark         | 2                              | 0                                  | 0                                   | 2000, 2004                     | -                                  | -                                   |
| 8 à 29 | Katrine Fruelund              | Danemark         | 2                              | 0                                  | 0                                   | 2000, 2004                     | -                                  | -                                   |
| 8 à 29 | Lotte Kiærskou                | Danemark         | 2                              | 0                                  | 0                                   | 2000, 2004                     | -                                  | -                                   |
| 8 à 29 | Karin Mortensen               | Danemark         | 2                              | 0                                  | 0                                   | 2000, 2004                     | -                                  | -                                   |
| 8 à 29 | Rikke Schmidt                 | Danemark         | 2                              | 0                                  | 0                                   | 2000, 2004                     | -                                  | -                                   |
| 8 à 29 | Mette Vestergaard Larsen      | Danemark         | 2                              | 0                                  | 0                                   | 2000, 2004                     | -                                  | -                                   |
| 8 à 29 | Karoline Dyhre Breivang       | Norvège          | 2                              | 0                                  | 0                                   | 2008, 2012                     | -                                  | -                                   |
| 8 à 29 | Kari Mette Johansen           | Norvège          | 2                              | 0                                  | 0                                   | 2008, 2012                     | -                                  | -                                   |
| 8 à 29 | Kristine Lunde-Borgersen      | Norvège          | 2                              | 0                                  | 0                                   | 2008, 2012                     | -                                  | -                                   |
| 8 à 29 | Tonje Nøstvold                | Norvège          | 2                              | 0                                  | 0                                   | 2008, 2012                     | -                                  | -                                   |
| 8 à 29 | Gøril Snorroeggen             | Norvège          | 2                              | 0                                  | 0                                   | 2008, 2012                     | -                                  | -                                   |

La Norvégienne Katrine Lunde est la seule à avoir glané trois médailles d'or, aucune Danoise n'ayant participé aux trois Jeux olympiques remportés consécutivement entre 1996 et 2004. Quant aux Soviétiques, le boycott des JO de Los Angeles en 1984 les a privées de la possibilité de glaner un troisième titre olympique tandis qu'en 1988, l'URSS loupe l'or d'un cheveu (différence d'un but en faveur de la Norvège et après un match nul contre celle-ci).
Par ailleurs, quatre joueuses ont participé à 5 éditions des Jeux olympiques : les Coréennes Oh Seong-ok et Oh Yong-ran et l'Angolaise Azenaide Carlos et la Norvégienne Katrine Lunde, cette dernière ayant en outre la particularité d'avoir remporté à chaque fois une médaille. Lunde détient également le record de matchs joués (40), devant les 33 matchs de Marit Malm Frafjord, Oh Seong-ok et Alexandra do Nascimento.

### Meilleurs buteurs par édition
Les meilleurs buteurs et meilleures buteuses par édition sont :
| Édition | Meilleure buteuse  | Nation             | Buts (7m)          | Meilleur buteur             | Nation                | Buts (7m)       |
| ------- | ------------------ | ------------------ | ------------------ | --------------------------- | --------------------- | --------------- |
| 1972    | Pas de compétition | Pas de compétition | Pas de compétition | Gheorghe Gruia              | Roumanie              | 37 (?)          |
| 1976    | Terumi Kurata      | Japon              | 28 (18)            | Ștefan Birtalan Bent Larsen | Roumanie (2) Danemark | 32 (14) 32 (19) |
| 1980    | Biserka Višnjić    | Yougoslavie        | 33 (12)            | Jerzy Klempel               | Pologne               | 42 (20)         |
| 1984    | Jasna Merdan-Kolar | Yougoslavie (2)    | 48 (22)            | Björn Jilsén                | Suède                 | 50 (20)         |
| 1988    | Sun Xiulan         | Chine              | 36 (?)             | Kang Jae-won                | Corée du Sud          | 49 (?)          |
| 1992    | Natalia Morskova   | Équipe unifiée     | 41 (?)             | Talant Douïchebaïev         | Équipe unifiée        | 47 (?)          |
| 1996    | Lim O-kyeong       | Corée du Sud       | 41 (?)             | Patrik Ćavar                | Croatie               | 43 (19)         |
| 2000    | Kjersti Grini      | Norvège            | 61 (26)            | Stefan Lövgren              | Suède (2)             | 51 (12)         |
| 2004    | Bojana Radulovics  | Hongrie            | 54 (25)            | Yoon Kyung-shin             | Corée du Sud (2)      | 58 (18)         |
| 2008    | Ramona Maier       | Roumanie           | 56 (20)            | Juanin García               | Espagne               | 49 (16)         |
| 2012    | Katarina Bulatović | Monténégro         | 53 (19)            | Niclas Ekberg               | Suède (3)             | 50 (17)         |
| 2016    | Nora Mørk          | Norvège (2)        | 62 (25)            | Karol Bielecki              | Pologne (2)           | 55 (21)         |
| 2020    | Nora Mørk (2)      | Norvège (3)        | 52 (25)            | Mikkel Hansen               | Danemark (2)          | 61 (31)         |
| 2024    | Nathalie Hagman    | Suède              | 41 (12)            | Mathias Gidsel              | Danemark (3)          | 62 (0)          |

### Meilleurs joueurs par édition
Les meilleurs joueurs et meilleures joueuses par édition sont désignés depuis 2016 uniquement :
| Édition | Meilleure joueuse   | Nation     | Meilleur joueur    | Nation       |
| ------- | ------------------- | ---------- | ------------------ | ------------ |
| 2016    | Anna Viakhireva     | Russie     | Mikkel Hansen      | Danemark     |
| 2020    | Anna Viakhireva (2) | Russie (2) | Mathias Gidsel     | Danemark (2) |
| 2024    | Katrine Lunde       | Norvège    | Mathias Gidsel (2) | Danemark (3) |

### Porte-drapeaux

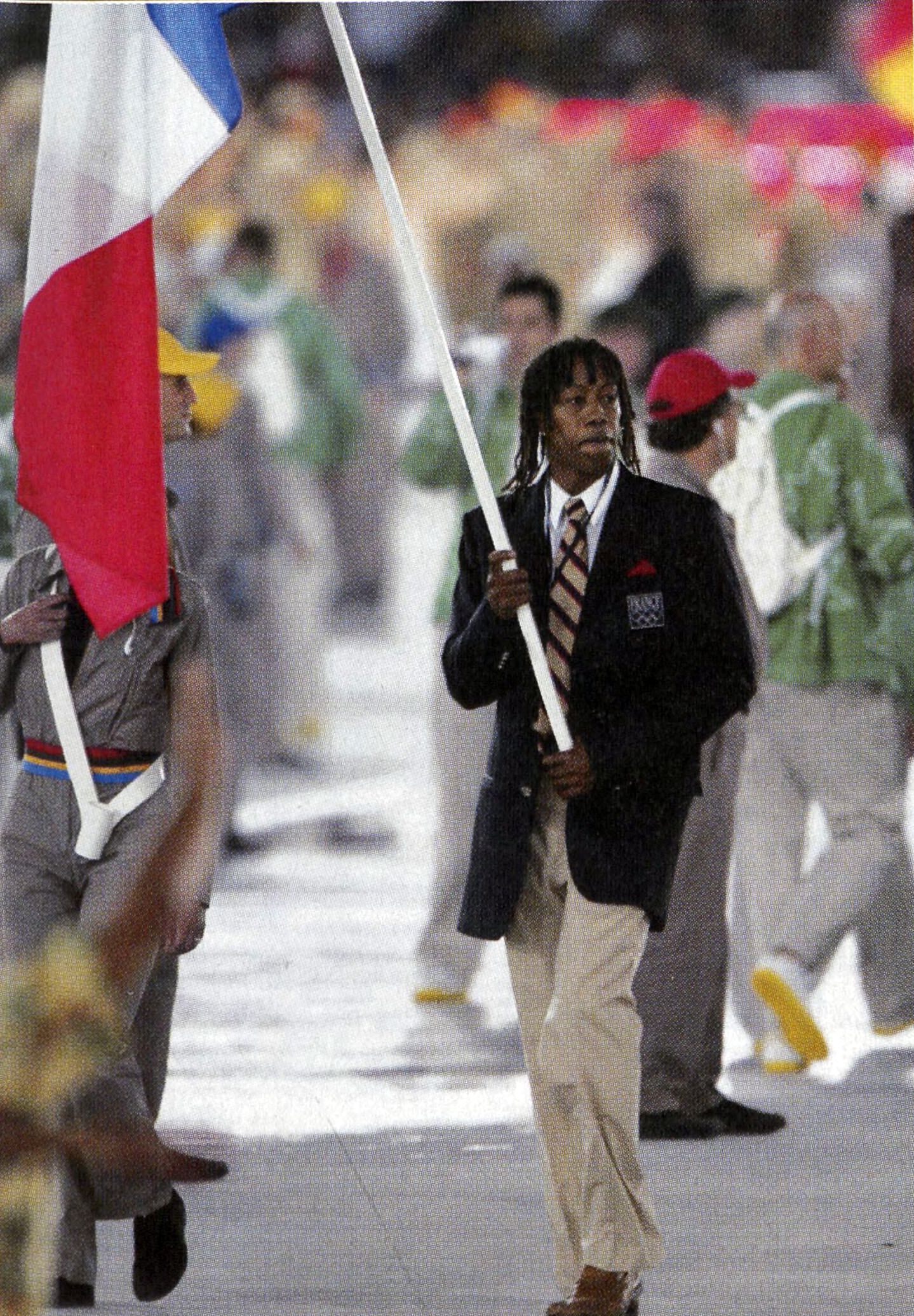
Jackson Richardson, porte-drapeau de la France aux JO 2004.

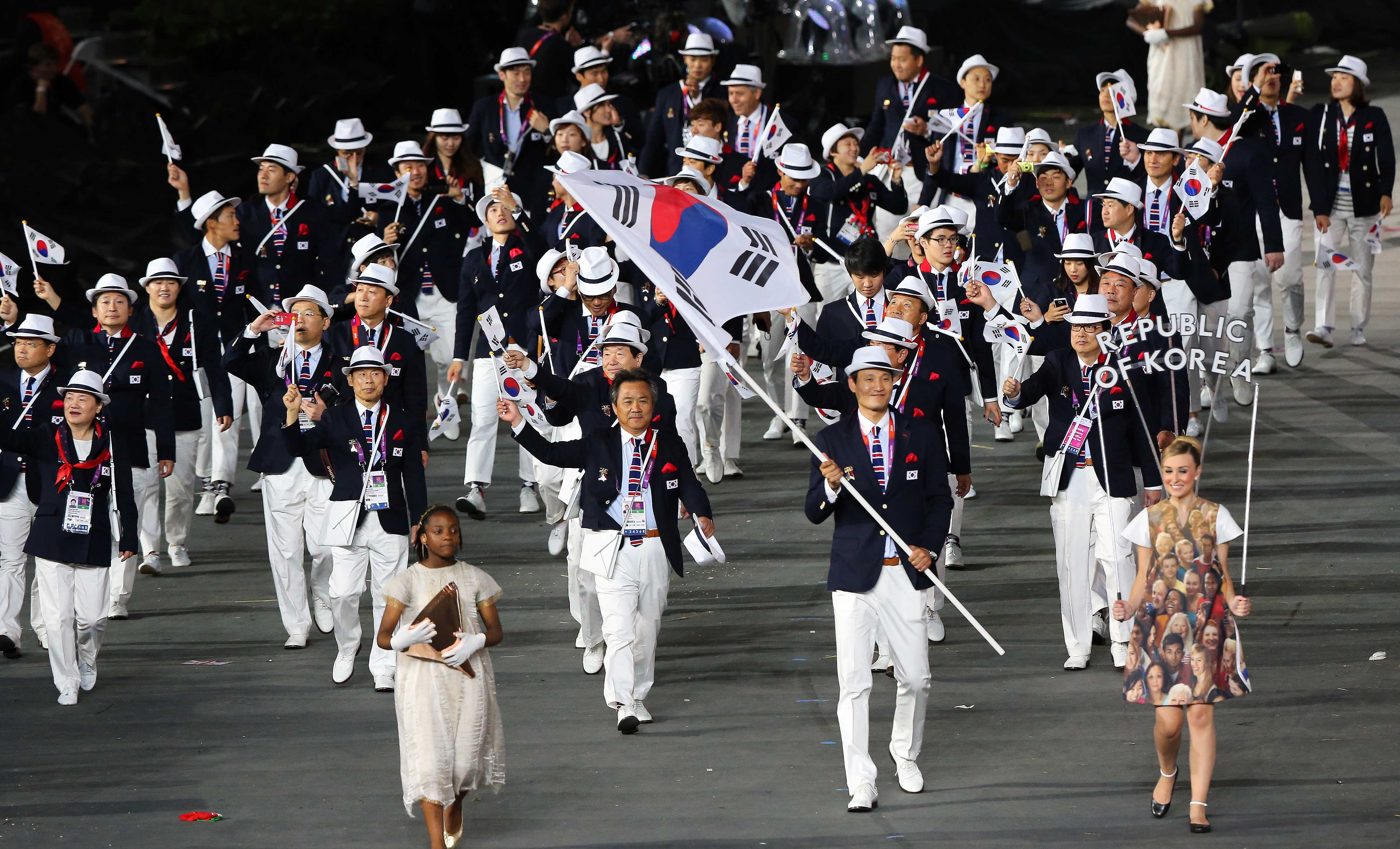
Yoon Kyung-shin, porte-drapeau de la Corée du Sud aux JO 2012.

Quarante personnes — 20 femmes et 20 hommes — liées au handball ont été porte-drapeau de leur délégation aux Jeux olympiques :
| Jeux | Porte-drapeau           | Nationalité        | Cérémonie | Cérémonie | Résultat           |
| Jeux | Porte-drapeau           | Nationalité        | Ouverture | Clôture   | Résultat           |
| ---- | ----------------------- | ------------------ | --------- | --------- | ------------------ |
| 1972 | Geir Hallsteinsson (en) | Islande            | X         |           | 12e place          |
| 1976 | Hrvoje Horvat           | Yougoslavie        | X         |           | 5e place           |
| 1980 | Kristina Richter        | Allemagne de l'Est | X         |           | Médaille de bronze |
| 1980 | Solange Koulinka        | RP Congo           | X         |           | 6e place           |
| 1996 | Karim El-Maouhab        | Algérie            | X         |           | 9e place           |
| 1996 | Palmira Barbosa         | Angola             | X         |           | 7e place           |
| 1996 | Hosam Abdallah (en)     | Égypte             | X         |           | 12e place          |
| 1996 | Stefan Schärer (de)     | Suisse             | X         |           | 8e place           |
| 2000 | Andreï Lavrov           | Russie             | X         |           | Médaille d'or (3e) |
| 2004 | Jackson Richardson      | France             | X         | X         | 5e place           |
| 2004 | Guðmundur Hrafnkelsson  | Islande            | X         |           | 9e place           |
| 2004 | Beno Lapajne            | Slovénie           | X         |           | 11e place          |
| 2004 | István Pásztor (en)     | Hongrie            |           | X         | 4e place           |
| 2004 | Elisa Webba             | Angola             |           | X         | 9e place           |
| 2008 | Sigfús Sigurðsson (en)  | Islande            |           | X         | Médaille d'argent  |
| 2008 | Ivano Balić             | Croatie            | X         |           | 4e place           |
| 2008 | Valeria Beșe (ro)       | Roumanie           | X         |           | 7e place           |
| 2008 | Filomena Trindade       | Angola             |           | X         | 12e place          |
| 2012 | Bojana Popović          | Monténégro         |           | X         | Médaille d'argent  |
| 2012 | Venio Losert            | Croatie            | X         |           | Médaille de bronze |
| 2012 | Heykel Megannem         | Tunisie            | X         |           | 8e place           |
| 2012 | Marcelina Kiala         | Angola             |           | X         | 10e place          |
| 2012 | Yoon Kyung-shin         | Corée du Sud       | X         |           | 11e place          |
| 2016 | Kari Aalvik Grimsbø     | Norvège            |           | X         | Médaille de bronze |
| 2016 | Karol Bielecki          | Pologne            | X         |           | 4e place           |
| 2016 | Luísa Kiala             | Angola             | X         |           | 8e place           |
| 2016 | Cristina Branco         | Angola             |           | X         | 8e place           |
| 2016 | Ahmed El-Ahmar          | Égypte             | X         |           | 9e place           |
| 2016 | Bojana Popović          | Monténégro         | X         |           | 11e place          |
| 2020 | Katrine Lunde           | Norvège            |           | X         | Médaille de bronze |
| 2020 | Jovanka Radičević       | Monténégro         | X         |           | 6e place           |
| 2020 | Husain Al-Sayyad (en)   | Bahreïn            | X         |           | 8e place           |
| 2020 | Husain Mahfoodh (en)    | Bahreïn            |           | X         | 8e place           |
| 2020 | Natália Bernardo        | Angola             | X         |           | 10e place          |
| 2024 | Katrine Lunde           | Norvège            | X         |           | Médaille d'or (3e) |
| 2024 | Niklas Landin Jacobsen  | Danemark           | X         |           | Médaille d'or (2e) |
| 2024 | Lois Abbingh            | Pays-Bas           | X         |           | 5e place           |
| 2024 | Blanka Böde-Bíró        | Hongrie            | X         |           | 6e place           |
| 2024 | Azenaide Carlos         | Angola             | X         |           | 9e place           |
| 2024 | Ana Gros                | Slovénie           | X         |           | 11e place          |

## Faits et chiffres

### Premières
- En 1936, le premier Tournoi olympique masculine de handball se jouait à 11 et en plein air.
- En 1976, l'Union soviétique remporte l'épreuve tant chez les hommes, que chez les dames. Elle sera imitée par la Yougoslavie en 1984 puis la France en 2021.
- En 1980, l'équipe féminine d'Union soviétique est la première à conserver son titre. Elle sera imitée en 1992 (sous le nom d'Équipe unifiée) par son homologue masculine puis par l'équipe de France masculine, vainqueur à Pekin en 2008 et à Londres en 2012.
- L'équipe féminine du Danemark est la première et la seule à avoir remporté le titre olympique trois fois d'affilée (de 1996 à 2004).
- L'épreuve féminine des JO de Los Angeles (1984) voit pour la première fois des pays non-européens monter sur le podium : la Corée du Sud (argent) et la Chine (bronze).
- La Corée du Sud est le seul pays non-européen à être monté sur le podium de l'épreuve masculine (argent 1988).
- Le premier et seul titre olympique pour un pays non-européen est remporté par la Corée du Sud dans l'épreuve féminine 1988.
- En 1992, le podium du tournoi féminin est exactement le même que lors des précédents Jeux. De ce fait, la Norvège devient la première équipe à perdre deux finales d'affilée.
- En 2000, l'équipe de Suède masculine devient la première à perdre trois finales de suite.
- En 2000, le gardien russe Andreï Lavrov devient le premier handballeur à être sacré trois fois champion olympique.
- En 2012, l'équipe du Monténégro féminine remporte la première, et à ce jour la seule, médaille du Monténégro aux Jeux olympiques.

### Statistiques
| Statistique                                      | Global | Global                   | Tournoi masculin | Tournoi masculin                    | Tournoi féminin | Tournoi féminin                 |
| Statistique                                      | Nb     | Nation                   | Nb               | Nation                              | Nb              | Nation                          |
| ------------------------------------------------ | ------ | ------------------------ | ---------------- | ----------------------------------- | --------------- | ------------------------------- |
| Médailles d'or                                   | 7      | Russie                   | 4                | Russie                              | 3               | Russie et Danemark              |
| Finales perdues                                  | 4      | Corée du Sud et Suède    | 4                | Suède                               | 3               | Corée du Sud                    |
| Médailles                                        | 12     | Russie                   | 6                | Russie                              | 6               | Corée du Sud, Norvège et Russie |
| Jeux consécutifs avec au moins une médaille d'or | 3      | Danemark (1996-2004)     | 2                | URSS (1988-1992) France (2008-2012) | 3               | Danemark (1996-2004)            |
| Jeux consécutifs avec au moins une médaille      | 4      | Corée du Sud (1984-1996) | 4                | Roumanie (1972-1984)                | 4               | Corée du Sud (1984-1996)        |
| Finales consécutives                             | 4      | Corée du Sud (1984-1996) | 4                | France (2008-2020)                  | 4               | Corée du Sud (1984-1996)        |